# Q-förkortningar
Q-förkortningar kallas en uppsättning fördefinierade treställiga förkortningar som används vid radiokommunikation, speciellt vid telegrafi. De är fastställda av Internationella Teleunionen (ITU) i Appendix 13 och Appendix 14 av Radioreglementet, som är en bilaga till Internationella Telekonventionen.
Förkortningarna börjar alla med Q, därav namnet, och kan tänkas komma från engelskas question. Q-förkortningen ges frågande innebörd om den följs av ett frågetecken. Utan frågetecken ska Q-förkortningen tolkas som ett påstående eller en uppmaning. (Se nedan). En definition med negativ innebörd kan modifieras till en positiv betydelse genom tillägg av C vid telegrafi. Vid telefoni uttalat Charley vid Q-signaler upptagna i Appendix 13, men YES vid Q-signaler upptagna i Appendix 14. Detta synes inkonsekvent, men så blev i alla fall utslaget vid 1985 års ITU-konferens.
En definition med positiv innebörd kan ändras till negativ betydelse genom tillägg av N vid telegrafi och NO vid telefoni. I lokala trafikföreskrifter har det förekommit föreskrift att den omvända innebörden ska anges genom att ordet NEGATIVE uttalas.

## Disposition
- Serien QAA … QNZ är reserverad för aeronautisk trafik (definieras av ICAO)
- Serien QOA … QQZ är reserverad för sjöfarttrafik (definieras i Radioreglementet Appendix 14)
- Serien QRA … QUZ är för allmänt bruk. I delserien QTA – QUZ ingår en hel del koder med tillämpning både för sjöfart och luftfart, främst vid samverkan vid sjöräddning (definieras i Radioreglementet Appendix 13)
- Serien QVA/QWA ... QZZ  [1] saknar ITU-definitioner, men den tyska polisen har använt vissa delar i denna serie med egna definitioner.
- Rysk militär trafik har egna definitioner av Q-signalerna. Föga är känt om tolkningen.[1]
- I svensk militär trafik används serien QXA … QZZ med nationella definitioner.
- Okänt tillämpningsområde

Vissa Q-koder har en liknande tolkning vid flaggsignalering enligt International Code of Signals.
Som underlag för framtida historieskrivning upptas även vissa äldre lydelser enligt Signalinstruktion för Armén 1938. Ett annat skäl är rimlig tolkning vid läsning av äldre litteratur där Q-signaler nämns. (Se t ex konflikten vid QRJ.) Dessa äldre lydelser finns enbart i den allmänna delen och utmärks genom skrift med denna stil.
Signalen QRR var tidigare vakant, och användes då inofficiellt av radioamatörer som nödanrop. Sedermera tog ITU signalen QRR i anspråk med tillämpning på maskinsändning. För att undvika konflikter ändrade då radioamatörerna sitt inofficiella nödanrop till QRRR.
Bland radioamatörer, speciellt i USA, förekommer en inofficiell definition av serien QNA … QNZ med tillämpning på nättrafik. Från detta bruk måste starkt avrådas, eftersom allvarliga missförstånd kan uppstå om det tolkas enligt Radioreglementets officiella definitioner med tillämpning på flygtrafik.

## Förkortningar

### Kod för aeronautisk trafik[3]
Denna serie består av koderna QAA—QNZ, vilken administreras av ICAO. Serien har reviderats åtskilliga gånger, vilket ibland inneburit att föråldrade koder annullerats, varvid luckor uppstått i den sista revisionen av Doc8400 (1989), vars användning slutligen avskaffades helt och hållet 1999.
För luckorna vid
| QAA, QAC, QAD, QAE, QAJ, QAS, QAT, QAX           |
| QBU, QBW                                         |
| QCG, QCM, QCP, QCT                               |
| QDC, QDD, QDH, QDK, QDO                          |
| QFJ, QFK, QFN                                    |
| QGA, QGB, QGF, QGI, QGJ, QGK, QGR, QGS, QGX, QGY |

har komplettering skett med svenska definitioner enligt Signal I A 1945, i tabellen nedan skrivna med liten stil.
Aktualisering till svensk officiell lydelse har skett t o m 1968 enligt SbIK:3.
Båda dessa kompletteringar är i tabellen markerade med asterisk (*).
Övriga fall är fri översättning från engelska i ICAO Doc8400-4.
| Förkortning  | Fråga | Svar eller meddelande |
| ------------ | --- | --- |
| QAA *        | Hur dags beräknar Ni anlända till ...? | Jag beräknar anlända till ... kl ... |
| QAB *        | Får ... flyga från ... (plats) till ... (plats) på flyghöjden ...? | Jag (eller Luftfartyget) är på väg till ... eller Styr kurs mot ... |
| QAB *        | Är ni på väg till —? | Jag (eller Luftfartyget) är på väg till — eller Styr kurs mot — |
| QAC *        | Återvänder Ni till ...? | Jag återvänder till ... eller Återvänd till ... |
| QAD *        | Hur dags startade Ni från ...? | Jag startade från ... kl ... |
| QAE *        | Har Ni hört av ... (anropsignal för luftfartyget)? | Jag har icke hört av ... (anropsignal från luftfartyget) |
| QAF *        | När är/var du vid/över ... (plats)? | Jag är/var vid/över ... (plats) klockan ... på flygnivån/höjden ... |
| QAF *        | Hur dags passerade ni —? | Jag passerade — kl — |
| QAG *        | — | Planera flygningen så att Ni kommer över ... (plats) kl ... eller Jag planerar flygningen så att jag kommer över ... (plats) kl ... |
| QAG *        | – | Flyg så, att ni anländer till — kl — eller Jag flyger så, att jag kan anlända till — kl — |
| QAH *        | Vad är Er höjd över ... (nivå)? | Jag är på ... (siffror och enheter) höjd över ... (nivå) Anm – Ett luftfartyg får svara på QAH IMI a) genom användande av svarsformen för signalerna QBF, QBG, QBH, QBN eller QBP. I sådana fall utelämnas signalen QAH i svaret. ––––––––––––––– a) IMI ska förstås som – ––– – , d.v.s. ? eller Avpassa Er flygning så att Ni når ... (siffror och enheter) höjd över ... (nivå) kl ... vid ... (tid eller plats) |
| QAH *        | På vilken höjd flyger Ni? | Min (eller Luftfartygets) flyghöjd är – m över havsytan eller – |
| QAH *        | På vilken höjd flyger Ni? | |
| QAI *        | Vilken viktig trafik berörs av mitt flygfartyg? | Viktig trafik som berörs av ditt flygfartyg är ... |
| QAI *        | Har det anmälts något luftfartyg i min närhet? | Det befinner sig inte något luftfartyg i Er närhet |
| QAJ *        | Skall jag hålla utkik efter luftfartyg i min närhet? | Håll utkik efter luftfartyg i Eder närhet |
| QAK *        | Föreligger kollisionsrisk? | Risk för kollision föreligger |
| QAK *        | Flyger ett annat luftfartyg i min närhet, så att kollisionsrisk föreligger? | Försiktighet. Fara för sammanstötning föreligger med ett annat luftfartyg i Eder närhet (anropssignalen för det luftfartyg med vilket risk för sammanstötning föreligger) |
| QAL *        | Ämnar Ni landa vid ... (plats) eller Har flygfartyg ... landat vid (plats)? /Se även QTP/ | Jag ämnar landa vid ... (plats) eller (Ni får) landa vid ... (plats) eller Flygfartyg ... landade vid ... (plats) /Se även QTP/ |
| QAL *        | Ämnar ni landa vid —? | Jag ämnar landa vid — eller Landa vid — |
| QAM *        | Vad är den senaste tillgängliga väderleksobservationen för ... (plats)? | Väderleksobservation gjord vid ... (plats) kl ... är följande ... Anm – Meddelandet kan ges i Q-kod eller i internationell AERO-kod. I Q-kod ges meddelandet medelst svars- eller meddelandeform för Q-signalerna i följande ordning: QAN, QBA, QNY, QBB, QNH och/eller QFE och om nödvändigt QMU, QNT, QBJ. Det är vanligtvis ej nödvändigt att låta QAN, QBA, QNY och QBB föregå den följande uppgiften, men det kan göras om så anses önskvärt. I internationell AERO-kod föregås meddelandet av förkortningen AERO. |
| QAM *        | Kan jag få del av senaste väderleksrapporten från — (observationsort)? | Härmed senaste väderleksrapporten från — (observationsort) |
| QAN *        | Vad är markvindens riktning och hastighet vid ... (plats)? | Markvindens riktning och hastighet vid ... (plats) kl ... är ... (riktning) ... (hastighet i siffror och enheter) Anm – Om inte annorlunda angivs i frågan, svaret eller meddelandet, uttrycks markvindens riktning i MAGNETISKA grader |
| QAN *        | Kan jag få del av senaste markvindsuppgiften från — (observationsort)? | Den senaste markvindsuppgiften för — (observationsort) är — |
| QAO *        | Vad är vindriktningen i RÄTTVISANDE grader och vindhastigheten vid ... 'position eller område/n) vid var och en av höjderna ... (siffror) ... (enheter) över ... (nivå)? | Vindens riktning och hastighet vid ... (position eller område/n) på följande höjder över (nivå) ... är: ... (höjd i siffror och enheter) ... RÄTTVISANDE grader ... (hastighet i siffror och enheter) ... (höjd i siffror och enheter) ... RÄTTVISANDE grader ... (hastighet i siffror och enheter) |
| QAO *        | Kan jag få del av senaste höjdvindsuppgiften från — (observationsort) | Härmed senaste höjdvindsuppgiften från — (observationsort) |
| QAP *        | Skall jag lyssna på er (eller på ...) på ... kHz (... MHz)? | Lyssna efter mig (eller på ...) på ... kHz (... MHz) |
| QAP *        | Skall jag fortsätta att lyssna på Eder (eller på —) på — kp/s (eller på — m)? | Fortsätt att lyssna på mig, (eller på —) på — kp/s (eller — m) |
| QAQ *        | Är jag nära förbjudet område, område med begränsat tillträde eller farligt område eller Är jag nära ... (omrädesbeskrivning)? | Du 1) är nära 2) flyger inom (områdesbeskrivning) |
| QAQ *        | Är jag nära förbjudet område eller det förbjudna området — (namn på området) | Ni är nära förbjudet område eller det förbjudna området —(namn på området) |
| QAR *        | Får jag avbryta passningen på anropsfrekvensen under ... minuter? | Du får avbryta passningen på anropsfrekvensen under ... minuter |
| QAR *        | Får jag avbryta passningen under — min för att — ? | Ni får avbryta passningen under — min för att — |
| QAS *        | — | Ni flyger över förbjudet område eller över det förbjudna området ... (namn på området) |
| QAT *        | Skall jag fortsätta att sända? | Lyssna, innan Ni sänder, Ni stör ... eller Lyssna, innan ni sänder; Ni sänder samtidigt med ... |
| QAU          | Var kan jag tömma bränsletankarna? | Jag kommer nu att tömma bränsletankarna eller Töm bränsletankarna vid ... (område) |
| QAW          | — | Jag ämnar flyga enligt omkörningsreglerna |
| QAX *        | Har Ni ombord ... (namn och titel på viss person enligt adress i tgm), till vilken jag har ett radiotgm? | Ja, jag har ombord den av Eder angivna personen |
| QAY          | Kan du underrätta mig när du passerar/passerade ... (plats) i bäringen 090 (270) grader från din kurs? | Jag passerade ... (plats)) i bäringen ... grader ifrån min kurs kl ... |
| QAZ *        | Har du kommunikationsproblem p.g.a. oväder? | Jag har kommunikationsproblem p.g.a. oväder |
| QAZ *        | Flyger ni i åskväder? | Jag flyger i åskväder |
| QBA *        | Vad är horisontalsikten vid ... (plats)? | Horisontalsikten vid ... (plats) kl ... är ... (avstånd i siffror och enheter) |
| QBA *        | Hur stor är horisontalsikten vid — ? | Horisontalsikten vid — är — m |
| QBB *        | Vad är molnmängden och molnslaget samt höjden till molnbasen över flygplatsens officiella nivå / vid ... (plats) /? | Molnmängden och molnslaget samt höjden till molnbasen över flygplatsens officiella nivå vid (plats) kl ... är ... åttondelar (... slag) på ... (siffror och enheter) höjd över flygplatsens nivå? a) |
| QBB *        | Vilken är molnhöjden vid — ? | Moln höjden vid — är — m (Tilläggsignaler kan vara NET = molnhöjd uppmätt, IRREG = brutet molntäcke, FLOU = diffust molntäcke, svårt definiera) |
| QBB *        | a) Molnmängden, molntypen (om den anges) samt uppgiften på vertikala avståndet anges i följd om flera molnlager finns, varvid den inbördes ordningen skall var från lägre till högre enligt följande: (1) det lägsta molnlagret, (2) det nästa högre molnlagret, vars mängd är 3 åttondelar eller mer (avrundat till närmaste åttondel), (3) det därpå högre molnlagret, vars mängd är 5 åttondelar eller mer (avrundat till närmaste åttondel). Exempel: QBB CYUL 2 300 FT 3 1500 FT 6 9000 FT. | |
| QBC *        | Meddela väderleksförhållnaden som observerats från Ert luftfartyg / vid ... (position eller område) / /kl ...) /? | Väderleksförhållanden som observerats från mitt luftfartyg vid ... (position eller område) kl ... på ... (siffror och enheter) höjd över ... (nivå) är ... Anm – Meddelandet kan ges i Pomar eller Q-kod. I Q-kod ges meddelandet med svars- eller meddelandeform, för Q-signalerna i följande ordning: QMX, QNY, QAO, QDF, QML, QFT och QNI. |
| QBC *        | Kan jag få del av de meteorologiska observationer, som Ni utfört i fpl? | Härmed de meteorologiska observationer, som av mig utförts i fpl Obs, svaret ska ges i form av ett AIREP-meddelande |
| QBD          | Hur mycket bränsle har ni kvar (uttryckt i timmar och/eller minuter flygtid) | Mitt bränsle räcker för flygning ... (timmar och/eller minuter) |
| QBE *        | — | Jag vindar in min antenn |
| QBF *        | Flyger ni i moln? | Jag flyger i moln på höjden ... och stiger/går ned till flyghöjden ... |
| QBF *        | Flyger Ni i moln? | Jag flyger i moln på en höjd av — m över havsytan eller över — |
| QBF *        | MER = höjd rel havsytan; SOL höjd rel marken (endast i närheten av landningsplatsen) | |
| QBG *        | Flyger ni ovanför moln? | Jag flyger ovanför moln på höjden ... eller Håll ett vertikalavstånd på ... (tal och enhet) över moln, rök, dis och dimma |
| QBG *        | Flyger Ni över molnen? | Jag flyger över molnen på en höjd av — m över havsytan eller Flyg över molnen |
| QBG *        | MER = höjd rel havsytan; SOL rel marken (endast i närheten av landningsplatsen | |
| QBH *        | Flyger ni under moln? | Jag flyger under moln på höjden ... eller Håll ett vertikalavstånd på ... (siffror och enhet) under moln |
| QBH *        | Flyger ni under molnen? | Jag flyger under molnen på en höjd av — m över havsytan eller över — eller Flyg undver molnen |
| QBI *        | Är flygning enligt IFR obligatoriskt vid ... (plats) / eller från ... till ... (plats) /? | Flygning enligt IFR är obligatoriskt vid ... (plats) / eller från ... till ... (plats) / |
| QBI *        | — | Föreskrifter för flygning vid dålig sikt ha trätt i kraft. (QBI åtföljt av ordet "FIN" betyder, att föreskrifterna för flygning i dålig sikt äro upphävda) |
| QBJ *        | Vad är molnmängden, molnslaget och höjden över ... (nivå) vid övre molngränsen / vid ... (position eller område) /? | Kl ... vid ... (position eller område) är vid övre molngränsen: molnmängden ... åttondelar (molnslag ...) på ... (siffror och enheter) höjd över ... (nivå) |
| QBJ *        | Hur hög är övre molngränsen? | Övre molngränsen är — m |
| QBK          | Flyger du utan moln i sikte? | Det syns inga moln där jag flyger på flygnivån/höjden ... |
| QBM *        | Har ... sänt något meddelande till mig? | Följande meddelande sändes från ... kl ... |
| QBM *        | Har — sänt något för mig? | — sände följande kl — för Eder |
| QBN *        | Flyger du mellan två molnskikt? | Jag flyger mellan två molnskikt på flygnivån/höjden ... |
| QBN *        | Flyger Ni mellan två molnskikt? | Jag flyger mellan två molnskikt på en höjd av — m över havsytan eller över — |
| QBN *        | Flyger Ni mellan två molnskikt? | MER = höjd relativt havsytan, SOL = höjd relativt marken (endast i närheten av flygplatsen) |
| QBO          | Var finns närmaste flygplats där jag kan flyga enligt VFR-reglerna? | Flygning enligt VFR-reglerna är tillåtet vid ... (plats) där det är lämpligt för dig att landa |
| QBP          | Flyger du in i och ut ur molnighet? | Jag flyger in i och ut ur molnighet vid flygnivån/höjden ... |
| QBS          | — | Stig (eller gå ner) till ... (siffror och enhet) över (nivåreferens) innan meteorologiska instrumentförhållanden inträffar eller, om sikten faller under ... (avstånd: siffror och enhet), begär instruktioner |
| QBT          | Vilken sikt råder längs banan vid ... (plats)? | Sikten längs banan vid ... (plats) kl ... är ... (avstånd: Siffror och enhet) |
| QBT          | — | Edra korta teckendelar försvinna |
| QBU *        | Är Ni säker på att tgm nr ... har riktig lydelse? | Lydelsen av tgm nr ... är oviss |
| QBV          | Har du nått flygnivån/höjden ... (eller ... (område eller plats) | Jag har nått flygnivån/höjden ... [eller ... (område eller plats)] eller Anmäl när du nått flygnivån/höjden ... [eller ... (område eller plats)] |
| QBW *        | Har Ni mottagit det tgm som sändes kl ...? | Jag har icke mottagit det tgm som sändes kl ... |
| QBX          | Har du lämnat flygnivån/höjden ... [eller ... (område eller plats)]? | Jag har lämnat flygnivån/höjden ... [eller (område eller plats)] eller Anmäl när du lämnar flygnivån/höjden ... [eller ... (område eller plats)] |
| QBZ          | Hurudan är molnlgheten där du flyger nu? | Svar på QBZ? ges med tillämplig signal QBF, QBG, QBH, QBK, QBN eller QBP |
| QCA          | Får jag ändra flygnivå/höjd från ... till ...? | Du får ändra flygnivån/höjden från ... till ... eller Jag ändrar min flygnivå/höjd från ... till ... |
| QCA          | — | Ni fördröjer trafiken genom Edra långsamma svar |
| QCB *        | — | Du fördröjer trafiken genom att 1) svara innan det är din tur 2) långsamma svar 3) inte svara på min fråga ... |
| QCB *        | — | Ni fördröjer trafiken genom att svara, innan er tur kommer |
| QCE          | När kan jag få inflygningstillstånd? | Inflygningstillstånd kan väntas kl ... |
| QCF          | — | Väntetid obestämd, men inflygningstillstånd torde kunna ges senast kl ... |
| QCG *        | Ska jag sköta passningen på ... kp/s eller ... m åt Eder? | Sköt passningen åt mig på ... kp/s eller ... m åt mig |
| QCH          | Får jag rulla till ... (plats)? | Klart att rulla till ... (plats) |
| QCI          | Gör en 360-graderssväng omedelbart (och fortsätt mot mot ...) | Jag gör omedelbart en 360-graderssväng (och fortsätter mot ...) |
| QCM *        | — | Det tycks vara något fel på Eder sändare |
| QCP *        | — | Eder ton är dålig |
| QCS          | — | Mottagningen på frekvens ... har fungerar inte Min långvågsmottagare är skadad |
| QCX *        | Vad är Er fullständiga anropssignal? | Min fullständiga anropssignal är ... eller Använd Er fullständiga anropsignal tills vidare |
| QCY *        | — | Jag använder släpantenn eller Använd släpantenn |
| QCY *        | – | Jag använder hängande antenn a) eller Använd hängande antenn a) |
| QCY *        | – | a) Vid armén kastantenn |
| QDB *        | Har Ni sänt meddelande ... till ...? | Jag har sänt meddelande ... till ... |
| QDB *        | Har Ni vidarebefordrat tgm nr — till —? | Jag har vidarebefordrat tgm nr — till — |
| QDC *        | — | Tgm nr ... har vidarebefordrats pr tråd |
| QDD *        | — | Tgm nr ... har avvisats av ... såsom stridande mot reglementet. Var god underrätta avsändaren härom |
| QDF          | Vilket D-värde har du vid ... (position ...) eller Vilket D-värde vid ... (plats eller position) (kl ...) på nivån ... millibar? | Mitt D-värde vid ... (position) på höjden ... (siffror och enhet) över referensnivån 1013,2 millibar är ... (D-värde siffror och enhet) ... (indikera plus eller minus) eller D-värdet vid ... (plats eller position) kl ... vid nivån ... millibar är (D-värde siffror och enhet) (indikera plus eller minus) Anvisning: När sann höjd (radiohöjd)) är större än tryckhöjden ange PS (plus), och när den är mindre MS (minus)                                                                                          |
| QDH *        | Varifrån härröra de nu pågående störningarna? | De nu pågående störningarna härröra från — |
| QDK *        | — | Svara i alfabetisk ordning efter anropssignalerna |
| QDL *        | Avser du att be mig om ett antal bäringar? | Jag avser att be dig om antal bäringar |
| QDL *        | Har ni för avsikt att begära ett antal pejlingar av mig? | Jag har för avsikt att begära ett antal pejlingar av Eder |
| QDM *        | Kan Ni ange min MAGNETISKA bäring från Er (eller från ...)? | Er MAGNETISKA bäring från mig (eller från ...) var ... grader [kl ...) |
| Jfr QGF, QUX | Vilken är magnetiska kursen till Eder (eller till —) vid vindstilla? | Magnetiska kursen till mig (eller till —) vid vindstilla är — grader kl — |
| QDO *        | Kan ni sända för anpejling på arbetsfrekvensen (eller på ... kp/s under ... min? | Jag sänder för anpejling på arbetsfrekvensen (eller på ... kp/s) under ... min |
| QDP          | Kan du åta dig trafikledning (eller ta ansvaret) för ... nu eller kl ...? | Jag kan åta mig trafikledning (eller ta ansvar för nu (eller kl ...) |
| QDR *        | Vad är min MAGNETISKA bäring från Er (eller från ...)? | Er MAGNETISKA bäring från mig (eller från ...) var ... grader (kl ...) |
| Jfr QUV      | Vilken är min magnetiska bäring från Eder (eller från —)? | Eder magnetiska bäring från mig (eller från —) är — grader kl — |
| QDT *        | Flyger ni i visuella väderförhållanden? | Jag flyger i visuella väderförhållanden eller Flyg hela tiden i visuella väderförhållanden |
| QDT *        | Flyger Ni under goda siktförhållanden (horisontalsikt över 1 000 m)? | Jag flyger vid en horisontalsikt över 1 000 m på — meters höjd över havsytan eller Jag flyger under goda siktförhållanden |
| QDU          | — | Jag slutar flyga enligt instrumentflygningsreglerna eller Ordern om flygning enligt instrumentflygningsreglerna upphör att gälla kl ... |
| QDV *        | Flyger du med sikt understigande ... (siffror och enhet)? | Jag flyger med en sikt understigande ... (siffror och enhet) på flygnivån/höjden ... |
| QDV *        | — | Jag flyger vid en horisontalsikt understigande 5 KMS/3 miles på — meters höjd över havsytan eller över — |
| QDV *        | MER = höjd över havsytan; SOL = höjd över markytan (endast i närheten av flygplatsen) | |
| QEA          | Får jag korsa banan framför mig? | Du får korsa banan framför dig |
| QEB          | Ska jag svänga vid grenvägen? | Vid grenvägen ... kör rakt fram DRT tag av åt vänster LEFT tag av åt höger RITE |
| QEC          | Får jag göra en 180-gradersväng och köra tillbaka längs banan? | Du får göra en 180-gradersväng och köra tillbaka längs banan |
| QED          | Ska jag följa ledarbilen? | Följ ledarbilen |
| QEF          | Har jag kommit till min parkeringsplats? eller Har du nått din parkeringsplats? | Du har kommit till din parkeringsplats eller Jag har nått min parkeringsplats |
| QEG          | Får jag lämna parkeringsområdet eller Har du lämnat parkeringsområdet? | Du får lämna parkeringsområdet eller Jag har lämnat parkeringsområdet |
| QEH          | Får jag köra till väntplatsen för startbana ... eller Har du kört till väntplatsen för startbana ...? | Klart att köra till väntplatsen för startbana ... eller Jag har kört till väntplatsen för startbana ... |
| QEJ          | Kan jag anta att det är klart för start eller Är du klar att starta från startplatsen? | Klart att inta väntläge för start från bana ... eller Jag intar väntläge för start på bana ... |
| QEK          | Är du klar för omedelbar start? | Jag är klar för omedelbar start |
| QEL          | Får jag starta [och göra en skarp sväng när jag lyft? | Klart att starta (när du lyft sväng så här ...) |
| QEM          | I vad skick är landningsbanan vid ... [plats)? | Landningsbanans skick vid ... (plats) är ... Svaret ges så som det står i tillämpligt avsnitt i NOTAM |
| QEN          | Ska jag behålla mitt läge? | Behåll ditt läge |
| QEO          | Ska jag ge mig av från banan eller landningsområdet? | Lämna banan fri (eller landningsområdet eller Jag har lämnat banan fri (eller landningsområdet |
| QES          | Gäller högersvängningsregel vid ... (plats) | Högersvängningsregel gäller vid ... (plats) |
| QFA *        | Vad är väderleksprognosen för ... (flygning, sträcka, del av sträcka eller område) för tiden kl ... till kl ... ? | Väderleksprognosen för ... (flygning, sträcka, del av sträcka eller område) för tiden kl ... till kl ... är ... Anm — När prognosen ges i Q-kod används svars- eller meddelandeform för Q-signalerna i följande ordning: QAO. QMX, QMI, QNY, QBA, QMW, QFT och QNI |
| QFB *        | — | Ljusen för 1) inflygning 2) bana 3) inflygning och bana är ur funktion |
| QFB *        | Inhämtas nya väderleksuppgifter? | Nya väderleksuppgifter inhämtas |
| QFC *        | Vad är molnmängden, molnslaget och höjden över ... (nivå) vid undre molngränsen vid ... (plats, position eller område)? | Vid ... (plats, position eller område) är vid undre molngränsen molnmängden ... åttondelar och molnslaget ... på ... (siffror ooh enheter) höjd över ... (nivå) Anm — Om flera molnskikt eller molnmassor finns, meddelas det lägsta först |
| QFC *        | Kan Ni ange höjdvinklarna på sträckan från — till —? | Härmed höjdvinklarna på sträckan från — till — |
| QFD *        | 1) Är ljusfyren vid ... igång? 2) Kan du tända ljusfyren vid ...? 3) Kan du släcka flygplatsens ljusfyr vid ... (ort) tills lag har landat? | 1) Ljusfyren vid (plats) är igång 2) Jag kommer att hålla ljusfyren [vid ... (plats)] släckt tills din landning är slutförd |
| QFD *        | Min höjdmätare reglerades i — kl — (avgångstid, åtföljd av beteckningen MET, GMT e d uppgift). Vill Ni ge mig höjdmätarkorrektionen för — (namn på flygfält eller annan plats, där höjdmätarens uppgift bör vara riktig)? (Ex: QFR? Malmö) | Vid — (namn på flygfält eller annan plats, där höjdmätarens uppgift bör vara riktig) skall vid avläsning av höjdmätaren tilläggas resp fråndragas — m. (Ex: QFD Stockholm plus 70 m) |
| QFE *        | Vad är / vid ... (plats) / nuvarande lufttrycket på flygplatsens officiella höjd över havsytan? | Vid ... (plats) är (eller var kl ...) observerade lufttrycket ... tiondels millibar på flygplatsens officiella höjd över havsytan. Exempel: QFE KLGA 9737 (d.v.s. 973,7 millibar) |
| QFE *        | Kan ni ange det nuvarande lufttrycket på flygplatsen — utan reducering till havsytans nivå? (Ex: QFE? Malmö) | Det nuvarande lufttrycket på flygplatsen är utan reducering till havsytans nivå — mm (eller mb) (Ex: QFE Malmö 760/1013) |
| QFF *        | Vad är / vid ... (plats) / nuvarande lufttrycket omräknat till havsytans medelnivå enligt meteorologisk praxis? | Vid ... (plats) är (eller var kl ... lufttrycket omräknat till havsytans medelnivå enligt meteorologisk praxis ... tiondels millibar |
| QFF *        | Kan ni ange det nuvarande lufttrycket på flygplatsen — reducerat till havsytans nivå? | Det nuvarande lufttrycket på flygplatsen — är, reducerat till havsytans nivå — mm (eller mb) |
| QFG *        | Befinner jag mig över flygplatsen? | Ni befinner Eder över flygplatsen |
| QFG *        | Sista bokstaven i markstationens anropssignal tillägges. Ex: QFGA = Ni befinner Er över Hässlö | |
| QFH *        | Får jag gå ned under molnen? | Ni kan gå ned under molnen |
| QFH *        | Sista bokstaven i markstationens anropssignal tillägges. Ex: QFGA = Ni befinner Er över Hässlö | |
| QFI          | Är flygplatsbelysningen tänd? | Flygplatsbelysningen är tänd eller V g tänd flygplatsbelysningen |
| QFJ *        | — | Flygplatsbelysningen är tänd Med flygplatsbelysning avses gräns- och hinderbelysning, flygplatsfyr och landnings-T eller belyst vindstrut |
| QFK *        | — | Skjut signalpistolskott |
| QFL          | Kan du skicka upp pyrotekniskt ljus? | Jag skickar upp pyrotekniskt ljus |
| QFM *        | Vilken flygnivå/höjd 1) ska jag fortsätta hålla? 2) har du? 3) avser du färdas på? | ... 1) fortsätt (eller flyg) på flygnivå/höjden ... 2) jag håller flygnivå/höjden ... 3) jag avser färdas på flygnivå/höjd ... |
| QFM *        | På vilken höjd ska jag flyga? | Flyg på en höjd av — m |
| QFM *        | MER = höjd rel havsytan‚ SOL = höjd rel marken (endast i närheten av landningsplatsen) | |
| QFN *        | — | Vinda icke in antennen förrän trafiken är avslutad |
| QFO *        | Kan jag landa direkt? | Ni kan landa direkt |
| QFP *        | Kan du ge mig senaste information om möjlighet till ... [vid ... (ort)]? | Senaste information om möjlighet till ... [vid ... (ort)] är ... Upplysningen ges enligt tillämpligt avsnitt i NOTAM |
| QFP *        | — | Mina lanternor fungera icke |
| QFQ *        | Kan jag vänta vid ... (plats)? | Du kan vänta vid ... (plats) på flygnivå/höjd ... (nivåreferens) och avvakta vidare besked |
| QFQ *        | — | Flygplatsbelysningen [vid —) fungerar icke |
| QFR *        | Är mitt landningsställ skadat? | Edert landningsställ är skadat |
| QFR *        | Om möjligt ska skadans natur anges | |
| QFS *        | Är radioanläggningen vid ... (plats) igång? | Radioanläggningen vid ... (plats) är igång eller kommer att vara igång kl ... eller Var god sätt igång ... radioanläggningen vid ... (plats) |
| QFS *        | Vill Ni sätta —:s radiofyr i funktion? | —:s radiofyr kommer att vara i funktion om — min eller —:s radiofyr är i funktion |
| QFT *        | Mellan vilka höjder (nivå) har isbildning iakttagits / vid ... position eller område) / ? | Isbildning har iakttagits vid ... (position eller område) i form av ... och med en tillväxthastighet av ... mellan ... (siffror och enheter) och ... (siffror och enhet) höjd över ... (nivå) |
| QFT *        | Mellan vilka höjder och i vilken trakt föreligger fara för isbildning? | Fara för isbildning föreligger mellan — och — meters höjd över havsytan eller över — och i trakten av — |
| QFT *        | Svaret kan erhålla någon av följande lydelser OBS = Isbildning har konstaterats mellan — och — meters höjd över havsytan eller över — och i trakten av — NIL = Ingen fara för isbildning föreligger | |
| QFU *        | Vad är MAGNETISKA riktningen (eller numret) på den rullbana som användas? | Den MAGNETISKA riktningen (eller numret) på den rullbana som används är ... Anm — Rullbanans nummer anges med tvåsiffrig grupp och den MAGNETISKA riktningen med en tresiffrig grupp |
| QFU *        | Vilken är missvisande landningsriktningen? | Missvisande landningsriktningen är — grader |
| QFV          | År strålkastarna tända? | Strålkastarna är tända eller Tänd strålkastarna |
| QFW          | Hur lång är använd rullbana (uttryckt i enheten) ...? | Längden på nu använd rullbana ... är ... (tal och enhet) |
| QFX          | — | Jag kommer att använta (eller jag använder) fast antenn eller Använd fast antenn |
| QFX          | — | Jag minskar (kommer att minska) antenneffekten. (Fast antenn eller delvis invindad hängande antenn) eller Minska antenneffekten |
| QFY *        | Var god meddela nuvarande väderleksförhållanden för landning / vid ... (plats) / | Nuvarande väderleksförhållanden för landning vid ... (plats)] är ... Anm — I Q-kod ges meddelandet i följande ordning: QAN, QBA, QNY, QBB, QNH, och/eller QFE och om nödvändigt QMU, QNT, QBJ. Det är vanligtvis ej nödvändigt att låta QAN, QBA, QNY och QBB föregå den följande uppgiften, men det kan göras om så anses önskvärt |
| QFZ *        | Vad är flygplatsprognosen för ... (plats) tiden kl ... till kl ...? | Flygplatsprognosen för ... (plats)] tiden kl ... till kl ... är ... Anm — I Q-kod ges meddelandet med svars- eller meddelandeform för Q-signalerna i följande ordning: QAN, QBA, QNY, QBB och om nödvändigt QMU, QNT och QBJ |
| QGA *        | Kan jag landa omedelbart med ledning av signalerna från radiofyren? | Ni kan landa omedelbart med ledning av signalerna från radiofyren |
| QGB *        | — | Ni får icke landa med ledning av signalerna från radiofyren |
| QGC          | — | Det finns hinder på vägen till ... vid ... rullbana ... |
| QGC          | Kan Ni leda min landning? | Jag kan icke leda Eder landning. Stanna utanför landningszonen |
| QGD          | Finns det hinder längs min färd på samma eller högre höjd än jag har? | Det finns hinder längs din färd som är ... (siffror och enhet) över ... (nivåreferens) |
| QGD          | Finns flyghinder på min kurs med större höjd än den jag flyger på? | Flyghinder befinna sig på Eder kurs med — meters höjd över havsytan eller över — |
| QGE          | Hur långt har jag till din station (eller till ...)? | Avståndet från dig till min station (eller till ...) är ... (siffror för avståndet och enhet) |
| QGE          | Var befinner jag mig i förhållande till Eder radiostation uttryckt i rättvisande bäring och avstånd? | Ni befinner Er på ett avstånd av — km och i bäring — grader från mig |
| QGF *        | Vilken är magnetiska kursen vid vindstilla samt avståndet till Eder eller ...? | Magnetiska kursen i vindstilla till mig eller ... är ... grader och avståndet är ... km |
| QGH *        | Får jag landa med användning av ... (förfaringssätt eller anläggning)? | Ni får landa med användning av ... (förfaringssätt eller anläggning) |
| QGH *        | Får jag landa efter molngenomgång? | Ni får landa efter molngenomgång |
| QGI *        | — | Ni får icke landa efter molngenomgång |
| QGJ *        | — | Inskränk Eder trafik till det absolut nödvändigaste. Jag är upptagen med andra luftfartyg |
| QGK *        | — | Flyg så att Eder rättvisande bäring från — förblir oförändrad — grader och samtidigt på en höjd av — meter över havsytan eller över — eller Jag flyger så, att min rättvisande bäring från — förblir oförändrad — grader och samtidigt på en höjd av — meter över havsytan eller över — |
| QGL          | Får jag komma in i ... (trafikreglerat område eller zon) vid ... (plats)? | Ni får komma in i ... (trafikreglerat område eller zon) vid ... (plats) |
| QGL          | Får jag inträda i kontrollzonen? | Ni får inträda i kontrollzonen |
| QGM *        | — | Lämna ... (kontrollområde eller -zon) |
| QGM *        | — | Ni får icke inträda i kontrollzonen, eller Avlägsna Eder från kontrollzonen! |
| QGN *        | Kan jag landa / vid ... (plats) / ? | Klart att landa / vid ... (plats) / |
| QGO *        | | Landningsförbud vid ... (plats) |
| QGP          | Vilken är min tur för landning? | Din tur för landning är nummer ... |
| QGP          | I vilken tur får jag landa? | Ni får landa i tur som nr — |
| QGQ          | Kan jag vänta vid ... (plats)? | Vänta vid ... (plats) på flygnivå/höjd ... (nivåreferens) och avvakta vidare besked |
| QGQ          | Vänta på anvisning och uppehåll Eder på en höjd av — m i närheten av – | |
| QGQ          | MER = höjd rel havsytan; SOL = höjd rel mark (endast i närheten av landningsplatsen | |
| QGR *        | Får jag landa utan vänstersväng? | Ni får landa utan vänstersväng |
| QGS *        | — | Ni får icke landa utan vänstersväng |
| QGT          | — | Flyg i ... minuter i en riktning som medger landning i en kurs i motsatt riktning som din nuvarande |
| QGT          | — | Flyg — min på magnetisk kontrakurs i förhållande till den, på vilken Ni för tillfället flyger |
| QGU *        | — | Flyg — min med — graders magnetik kurs |
| QGV          | Ser du mig? eller Ser du flygplatsen? eller Ser du ... (flygfarkost)? | Jag ser dig i riktning ... (kardinalväderstreck eller kvadrant) eller Jag ser flygplatsen eller Jag ser ... (flygfarkost) |
| QGV          | Ser Ni mig? | Jag ser Eder i bäring — (kardinal- eller interkardinalstreck) |
| QGW          | Verkar mitt landningsställ helt utfällt? | Ditt landningsställ synes vara helt utfällt |
| QGX *        | Får jag landa efter inpejling enligt ZZ-metoden? | Ni får landa efter inpejling enlig ZZ-metoden |
| QGY *        | — | Ni får icke landa efter inpejling enligt ZZ-metoden |
| QGZ          | — | Håll dig i riktningen ... avläst med hjälp av ... systemet |
| QHE          | Anropar Ni mig när ni angör ... (stadie under trafikvarv)? | Jag är på 1) sidvind 2) medvind 3) bas 4) final |
| QHG          | Får jag angöra trafikvarv vid flygnivå/altitud ...? | Ni har klart att angöra trafikvarv vid flygnivå/altitud ... |
| QHH          | Gör Ni en nödlandning? | Jag gör nödlandning. eller Nödlandning pågår vid ... (plats). Alla flygplan under flygnivå/altitud ... och inom en radie på ..., lämna ... (plats eller landning). |
| QHI          | Är Ni (eller är ...) ... 1) på vatten? 2) på land? | Vi är (eller ... är) ... 1) på vatten 2) på land och landade klockan ... |
| QHQ          | Har jag klart att genomföra ... inflygning [vid ... (plats)]? | Ni har klart att genomföra ... inflygning [vid ... (plats)]? eller Jag genomför en ... inflygning. |
| QHZ          | Skall jag cirkulera runt flygfältet (eller avbryta landning)? | Cirkulera runt flygfältet. eller avbryt landning. |
| QIC          | Får jag söka samband med radiostationen ... på ... kHz (eller MHz) nu (eller kl ...)? | Sök samband med radiostationen ... på ... kHz (eller MHz) nu (eller kl ...) eller Jag kommer att söka samband med radiostationen ... på ... kHz (eller MHz) nu (eller kl ...) |
| QIF          | Vilken frekvens använder ...? | ... använder ... kHz (eller ... MHz) |
| QJA          | Är 1. min remsa bakvänd? 2. tecken och blank bakvända? | 1. Remsan är bakvänd 2. Tecken och blank är bakvända |
| QJB          | Kommer ni att använda 1. radio? 2. tråd? 3. telegraf? 4. fjärrskrivare? 5. telefon? 6. fjärrskriftmottagare? 7. fjärrskriftsändare? 8. reperforator? | Jag kommer att använda 1. radio 2. tråd 3. telegraf 4. fjärrskrivare 5. telefon 6. fjärrskriftmottagare 7. fjärrskriftsändare 8. reperforator |
| QJC          | Har ni fel på er(t) 1. sändarefördelare? 2. remsläsare? 3. perforator? 4. reperforator? 5. skrivare? 6. skrivarmotor? 7. tangentbord? 8. antennsystem? | Jag ska kontrollera min/mitt 1. sändarefördelare 2. remsläsare 3. perforator 4. reperforator 5. skrivare 6. skrivarmotor 7. tangentbord 8. antennsystem |
| QJD          | Sänder jag 1. bokstäver? 2. siffror? | Ni sänder 1. bokstäver 2. siffror |
| QJE          | Är mitt frekvensskift 1. för brett? 2. för smalt? 3. riktigt? | Ditt frekvensskift är 1. för brett 2. för smalt 3. riktigt |
| QJF          | — | Skriften är tillfredsställande i 1. inre slinga 2. yttre slinga |
| QJG          | Skall jag övergå till automatisk transitering? | Övergå till automatisk transitering |
| QJH          | Skall jag sända 1. min provremsa? 2. en provmening? | Sänd 1. din provremsa 2. en provmening |
| QJI          | Kan ni sända kontinuerligt 1. tecken? 2. blank? | Jag sänder kontinuerligt 1. tecken 2. blank |
| QJK          | Mottager ni kontinuerligt 1. tecken? 2. blank? 3. för tunga tecken? 4. för lätta tecken? | Jag mottager kontinuerligt 1. tecken 2. blank 3. för tunga tecken 4. för lätta tecken |
| QKC          | — | Sjöläget (vid ... (position)) 1. tillåter landning men inte start 2. skulle göra landning ytterst riskabel |
| QKF          | Kan jag bli avlöst (kl ...)? | Du kan räkna med att bli avlöst kl ... av 1. flygfarkost ... (identifikation) (typ ...) 2. fartyg vars anropssignal (och/eller namn) är ... (anropssignal) ... (namn) |
| QKG          | Kommer avlösning att ske 1. när överlevande siktats? 2. när kommunikation med de överlevande upprättats? | Avlösning sker 1. när överlevande siktats 2. sedan kommunikation med de överlevande upprättats |
| QKH          | Vilka är detaljerna vid den parallellsvepning (det spår) som pågår (eller kommer att äga rum) eller Vid den parallellsvepning som pågår (eller som skall göras) vad är 1) svepens riktning? 2) avståndet mellan svep? 3) använd flygnivå/höjd som används i sökmönstret? | Vid den parallellsvepning som pågår (eller ska göras) är 1) svepriktningen ... grader ... (rättvisande eller magnetisk) 2) med ... (avståndet med tal och enhet) mellan svepen 3) på flygnivå/höjd ... |
| QKN          | | Flygfarkost lokaliserad (troligen ni) vid ... med kurs ... grader kl ... |
| QKO          | Vilka andra enheter deltar (eller kommer att delta) i företaget ... (beteckning)? | I företag ... (beteckning) deltar (eller kommer att delta) följande enheter ... (enheternas namn) eller ... (namn) deltar i företag [ ... (beteckning) (med verksamhet från kl ...) |
| QKP          | Vilket sökmönster ska följas? | Sökmönstret är 1) parallellsvep 2) rutsök 3) "creeping line ahead" *) 4) "track crawl" *) 5)"contour search" *) 6) kombinerat sök med flyg och fartyg 7) ... (specificera) ––––––––––––––– *) (svensk term oklar) |
| QLB          | Kan du kontrollera sändningen från station ... och meddela räckvidd, kvalitet etc? | Jag har kontrollerat sändningen från ... och har (i korthet) funnit att ... |
| QLH          | Kan du samnyckla på frekvens ... och frekvens ... ? | Jag kommer nu att samnyckla på frekvens ... och frekvens ... |
| QLV          | Behövs radioförbindelsen ... fortfarande? | Radioförbindelsen ... behövs fortfarande |
| QMH          | — | Övergå till sändning och mottagning på ... kHz (eller MHz); om förbindelse inte erhållits inom 5 minuter, återgå till nuvarande frekvens |
| QMI          | Hur är molnigheten i höjdled [vid ... (position eller zon)] enligt iakttagelse från er flygfarkost? | Molnigheten i höjdled enligt iakttagelse från min flygfarkost kl ... vid ... (position eller zon) var: • ... oktas (typ ...) med basen vid ... (tal och enhet) och toppen vid ... (tal och enhet) [• samtidigt i tur och ordning för varje iakttaget skikt] på höjden ... över (referensnivå) |
| QMU          | Vilken marktemperatur och daggpunkt råder vid ...? | Marktemperaturen vid ... (ort) kl ... är ... grader och daggpunkten ... grader |
| QMW          | Vid ... (ort eller zon), på vilken flygnivå/höjd ligger isotermen (isotermerna) för noll °C? | Vid (ort eller zon) ligger isotermen (isotermerna) för noll °C på flygnivån (flygnivåerna]/höjden(höjderna) ... |
| QMX          | Vilken lufttemperatur råder [vid ... (ort eller zon)] kl ... på flygnivå/höjden ...? | Vid ... (ort eller zon) kl ... var lufttemperaturen ... (grader och enhet) på flygnivån/höjden ... Obs! Om det är en flygfarkost som rapporterar ska temperaturuppgiften vara korrigerad för flygfarkostens fart genom luften |
| QMZ          | Finns det några ändringar på prognosen för den återstående flygsträckan? | Följande ändring(ar) ska göras i flygprognosen ... (Om inget behöver ändras, sänd QMZ NIL) |
| QNH          | Vad är lufttrycket vid flygplatsen, omräknat till havsytans medelnivå? | Lufttrycket vid flygplatsen, omräknat till havsytans medelnivå är … hPa (eller tiondels inch Hg) |
| QNF          | Vad är lufttrycket vid marken på flygplatsen? | Lufttrycket vid marken på flygplatsen är … hPa (eller tiondels inch Hg) |

––––––––––
*) Definitionen av dessa koder är enligt SignalI A 1945

#### Tilläggsignaler
Svaret kan i vissa fall ersättas med Ex: QAM SLA 1015 mulet QBA 20 km QBB 800 9/10 QAN 270 gr 25 km/t QFE 1013 mb.
| Förkortning | Betydelse                                                    |
| ----------- | ------------------------------------------------------------ |
| ASC         | Flygningen i moln sker under stigning                        |
| DES         | Flygningen i moln sker under plané                           |
| FIN         | ... (Q-kod) upphör att gälla                                 |
| FLOU        | Diffust molntäcke, höjden svår definiera                     |
| IRRG        | Brutet molntäcke                                             |
| MER         | Höjd relativt havsytan                                       |
| NET         | Molnhöjden uppmätt                                           |
| PART        | Molntäcket är icke sammanhängande                            |
| SOL         | Höjd relativt marken (endast i närheten av landningsplatsen) |

### Kod för maritim trafik
(Oauktoriserad fri översättning från den engelska versionen) 
| Förkortning | Fråga | Svar eller anvisning |
| ----------- | --- | --- |
| QOA         | Kan du gå över till telegrafi på 500 kHz? | Jag kan använda telegrafi på 500 kHz |
| QOB         | Kan du gå över till telefoni på 2 182 kHz? | Jag kan använda telefoni på 2 182 kHz |
| QOC         | Kan du gå över till telefoni på VHF-kanal 16 (156,80 MHz)?                                                                                     | Jag kan använda telefoni på VHF-kanal 16 (156,80 MHz)                                                                                           |
| QOD         | Kan du samtala med mig på: 0. Nederländska 1. Engelska 2. Franska 3. Tyska 4. Grekiska 5. Italienska 6. Japanska 7. Norska 8. Ryska 9. Spanska | Jag kan samtala med dig på: 0. Nederländska 1. Engelska 2. Franska 3. Tyska 4. Grekiska 5. Italienska 6. Japanska 7. Norska 8. Ryska 9. Spanska |
| QOE         | Har du tagit emot säkerhetsmeddelandet från ...? (Namn och/eller anropssignal)                                                                 | Jag har tagit emot säkerhetsmeddelandet från ... (Namn och/eller anropssignal)'                                                                 |
| QOF         | Vilken kvalitet har mina signaler för kommersiell trafik?                                                                                      | 1. Otillräcklig 2. Nätt och jämnt användbar 3. Godtagbar                                                                                        |
| QOG         | Hur många remsor har du att sända? | Jag har ... remsor att sända |
| QOH         | Skall jag sända infasningssignal under ... sekunder?                                                                                           | Sänd infasningssignal under ... sekunder |
| QOI         | Skall jag sända min remsa? | Sänd din remsa |
| QOJ         | Kan du lyssna på ... kHz eller MHz efter positionsnödsignaler (EPIRB)?                                                                         | Jag lyssnar på ... kHz eller MHz efter positionsnödsignaler (EPIRB)                                                                             |
| QOK         | Har du tagit emot positionsnödsignalerna (EPIRB) på ... kHz? (eller ... MHz                                                                    | Jag har tagit emot positionsnödsignalerna (EPIRB) på ... kHz? (eller ... MHz                                                                    |
| QOL         | Har ditt fartyg utrustning för mottagning av selektivanrop? Om så är fallet, vilket är fartygets selektivnummer eller anropssignal?            | Mitt fartyg har utrustning för mottagning av selektivanrop. Mitt selektivnummer eller anropssignal är ...                                       |
| QOM         | På vilka frekvenser kan ditt fartyg nås med selektivanrop?                                                                                     | Mitt fartyg kan nås med selektivanrop på följande frekvens/frekvenser ... (passningstider kan tilläggas vid behov)                              |
| QOO         | Kan du sända på vilken arbetsfrekvens som helst?                                                                                               | Jag kan sända på vilken arbetsfrekvens som helst                                                                                                |
| QOT         | Hör du mitt anrop. Hur länge dröjer det ungefär tills vi kan utväxla trafik?                                                                   | Jag hör ditt anrop. Väntetid ungefär ... minuter                                                                                                |

### Allmänna koden
Definitionerna i nedanstående tabell är i huvudsak en oauktoriserad fri översättning av engelska utgåvan av internationella Radioreglementet  (RR 1985). I den mån officiella svenska översättningar är kända har dessa använts i st f den oauktoriserade svenska översättningen. Dessa fall är utmärkta med en not. Rent formella ändringar har inte markerats.a) 
Förkortningar med lydelse enligt Sambandsinstruktion för krigsmakten, del 3. Telegrafering (SbIK:3 1968) är markerade med asterisk (*).
Förkortningar med fetstil används inom amatörradio.
Förklaringar skrivna med Kapitäler baseras på Signal I A 1938.
–––––––––––––––
a) Exempelvis kan engelska you, your vara både singular och plural, som på svenska har numerusskiljande ord (du, ni o s v).
| Förkortning            | Fråga | Svar eller meddelande |
| ---------------------- | --- | --- |
| QRA                    | Vad heter Ert fartyg eller Er station? | Vårt fartyg eller vår station heter ... |
| QRB                    | Ungefär hur långt bort från min station befinner Ni er? | Avståndet mellan oss är ungefär ... nautiska mil eller kilometer |
| QRC                    | Genom vilket privat trafikföretag (eller statlig förvaltning) avräknar ni? | Jag avräknar genom privata trafikföretaget ... (eller statliga förvaltningen) |
| QRD                    | Vart är ni på väg och varifrån kommer ni? | Jag är på väg till ... och kommer från ... |
| QRE                    | Hur dags beräknar ni anlända till ... (eller vara över) (ort)? | Jag beräknar anlända till ... (eller vara över ...) (ort) kl ... |
| QRF                    | Är ni på väg tillbaka till ...? | Jag är på väg tillbaka till ... eller Återgå till ... (ort) |
| QRG                    | Kan Ni ange min exakta frekvens eller den exakta frekvens som ... har? | Er exakta frekvens är ... (eller den exakta frekvens som ... har) är ... kHz (eller MHz) |
| QRG                    | Kan Ni angiva min exakta frekvens i kc/s (eller våglängd i m)? | Eder exakta frekvens (våglängd) är — kc/s (eller — m) |
| QRH                    | Varierar min frekvens (våglängd)? | Er frekvens (våglängd) varierar |
| QRI                    | Hurudan är min sändningston? | Din sändningston är 1. God 2. Varierande 3. Dålig |
| QRI                    | Är min ton jämn? | Eder ton varierar |
| QRJ                    | Hur många radiotelefonsamtal har du att beställa? | Jag har ... radiotelefonsamtal att beställa |
| QRJ                    | Går mottagningen dåligt? Äro mina signaler svaga? | Mottagning omöjlig. Edra signaler äro för svaga |
| QRK                    | Vilken uppfattbarhet har mina signaler [eller signalerna hos ... (namn och/eller anropssignal)]? | Uppfattbarheten av dina signaler [eller hos ... (namn och/eller anropssignal)] är 1. Dålig 2. Bristfällig 3. Ganska god 4. God 5. Utmärkt |
| QRK                    | Går mottagningen bra? Äro mina signaler starka? | Mottagningen går bra. Edra signaler äro starka |
| QRL                    | Är Ni (Ni) upptagen? | Jag är upptagen [eller Jag är upptagen med ... (namn och/eller anropsignal)]. Var god stör mig ej |
| QRM                    | Är ni störd av annan station? | Störningarna är 1. Obefintliga 2. Svaga 3. Måttliga 4. Starka 5. Mycket starka |
| QRM                    | Är Ni störd? | Jag är störd |
| QRN                    | Besväras Ni av atmosfäriska störningar? | Atmosfäriska störningar är 1. Obefintliga 2. Svaga 3. Måttliga 4. Starka 5. Mycket starka |
| QRN                    | Besväras mottagningen av atmosfäriska störningar? | Mottagningen besväras av atmosfäriska störningar |
| QRO                    | Skall jag öka sändareffekten? | Öka sändareffekten |
| QRO                    | Skall jag öka effekten? | Öka effekten |
| QRP                    | Ska jag minska sändareffekten? | Minska sändareffekten |
| QRP                    | Kan jag minska effekten? | Minska effekten |
| QRQ (SignalIA)         | Får jag öka sändningshastigheten? | Öka sändningshastigheten (till — ord i min) |
| QRQ (SbIA 6)           | Skall jag sända fortare? | Sänd fortare (— ord i minuten) |
| QRQ (SbIK:3)           | Ska jag öka sändningshastigheten? | Öka sändningshastigheten (till ... ord i minuten) |
| QRQ (SbIK:3)           | Får jag öka sändningshastigheten? | Öka sändningshastigheten (till — ord i minuten) |
| QRR                    | Är Ni beredd på automatisk trafik? | Jag är beredd på automatisk trafik. Sänd med hastigheten ... ord/minut |
| QRRR                   | — | Inofficiell nödsignal använt i radioamatörtrafik |
| QRS SignalIA, SbIK:3   | Skall jag minska sändningshastigheten? | Minska sändningshastigheten (till — ord i min) |
| QRS (SbIA 6)           | Ska jag sända långsammare? | Sänd långsammare (— ord i minuten) |
| QRS (SbIA 6)           | Skall jag minska sändningshastigheten? | Minska sändningshastigheten (till — ord i minuten) |
| QRT                    | Ska jag avbryta sändningen? | Avbryt sändningen |
| QRT                    | Skall jag stoppa sändningen? | Stoppa sändningen |
| QRU (SignalIA)         | Har Ni något för mig? | Jag har ingenting för Eder |
| QRU (SbIA, SbIK:3)     | Har Ni något till mig? | Jag har ingenting till Er |
| QRU (SbIA, SbIK:3)     | Har Ni någonting till mig? | Jag har ingenting till Eder |
| QRV                    | Är Ni redo? | Jag är redo |
| QRW (SignalIA)         | Ska jag meddela —, att Ni anropar på honom på — kp/s (eller — meter? | Var god meddela —, att jag anropar honom på — kp)s (eller m) |
| QRW (SignalIA)         | Skall jag meddela —, att Ni anropar honom på — kc/s (eller — m)?) | Var god meddela —, att jag anropar honom på — kc/s (eller — m) |
| QRW (SbIA 6, SbIK:3)   | Skall jag meddela — att ni anropar honom på — kHz (eller — MHz)? | Var god meddela — att jag anropar honom på — kHz (eller — MHz) |
| QRX (SbIA 6, SbIK:3)   | När anropar Ni mig härnäst? | Jag anropar Er igen kl — / på — kHz (eller — MHz) / |
| QRX (SignalIA)         | Skall jag vänta? När anropar Ni mig härnäst? | Vänta (tills jag avslutat signaleringen med —). Jag anropar Eder kl — (eller omedelbart) |
| QRX (SignalIA)         | Skall jag vänta? När anropar Ni mig härnäst? | Vänta (eller Vänta tills jag avslutat expeditionen med —). Jag anropar Eder kl – (eller omedelbart) |
| QRY (SignalIA)         | Vilken är min tur? | Eder tur är nr — (eller ev annan uppgift) |
| QRY (SbIA)             | Vilken är min tur? (Avser kommunikation) | Er tur är nr — (eller angiven på annat sätt). (Avser kommunikation) |
| QRY (SbIK:3)           | Vilken är min tur? (Avser kommunikation) | Er tur är nr ... (eller angiven på annat sätt) (Avser utväxling av trafik] |
| QRY (SbIK:3)           | Vilken är min tur? | Eder tur är nr —(eller ev annan uppgift) |
| QRZ (SignalIA)         | Vem anropar mig? | Ni anropas av — |
| QRZ (SbIA 6)           | Vem anropar mig? | Ni anropas av — / på — kHz (eller MHz) / |
| QRZ (SbIA 6)           | Vem anropar mig? | Ni anropas av — |
| QSA                    | Vilken styrka har mina signaler? (eller ... (namn och/eller anropsignal) | Era signaler (eller ... (namn och/eller anropsignal)) är 1. Knappast uppfattbara 2. Svaga 3. Ganska starka 4. Starka 5. Mycket starka |
| QSA                    | Vilken ljudstyrka har mina signaler (uttryckt i siffror 1–5 a) )? | Eder ljudstyrka är — (uttryckt i siffror 1–5 a) ) |
| QSA                    | a) 1 = knappast uppfattbar; oläslig 2 = svag; stundtals läslig 3 = ganska god; läslig om än med svårighet 4 = god; läslig 5 = mycket god; läslig utan minsta svårighet | |
| QSB (SignalIA, SbIA 6) | Varierar min ljudstyrka? | Eder ljudstyrka varierar |
| QSB (SbIK:3)           | Varierar min signalstyrka? | Er signalstyrka varierar |
| QSB                    | Svajar styrkan på mina signaler? | Styrkan på Era signaler svajar |
| QSB                    | Varierar min ljudstyrka? | Eder ljudstyrka varierar |
| QSC                    | Är Ni ett lastfartyg? | Jag är ett lastfartyg |
| QSD SignalIA,          | Är min sändning bra; är min teckengivning riktig? | Eder sändning är felaktig; Eder teckengivning är dålig |
| QSD (SbIA 6, SbIK:3)   | Är min teckengivning dålig? | Er teckengivning är dålig |
| QSD                    | Är mina signaler förvanskade? | Dina signaler är förvanskade |
| QSD                    | Är min teckengivning riktig? Äro mina tecken tydliga? | Eder teckengivning är oriktig. Edra tecken äro otydliga |
| QSE*                   | Vilken är räddningsfarkostens (räddningsredskapets) beräknade avdrift? | Räddningsfarkostens (räddningsredskapets) uppskattade avdrift är ... (siffra och enhet) |
| QSF*                   | Har ni utfört räddningen? | Jag har utfört räddningen och är på väg mot basen (med ... skadade som behöver ambulans) |
| QSG (SignalIA)         | Ska jag sända — telegram i följd (eller varje telegram för sig? | Sänd — telegram i följd (eller varje telegram för sig) |
| QSG (SbIA 6)           | Skall jag sända — meddelande i taget? | Sänd — meddelande i taget |
| QSG (SbIK:3)           | Skall jag sända ... telegram i taget? | Sänd ... telegram i taget |
| QSH                    | Kan du hitta fram med hjälp av din pejlingsutrustning? | Jag kan hitta fram med min pejlingsutrustning (ombord ... (namn och/eller anropsignal)) |
| QSI (SbIA 6)           | — | Jag har ej kunnat avbryta Er sändning eller Vill Ni meddela — (anropssignal) att jag ej har kunnat avbryta hans sändning / på — kHz (eller — MHz) / |
| QSI (SbIK:3)           | — | Jag har inte kunnat avbryta Er sändning eller Vill Ni meddela ... (anropssignal) att jag ej har kunnat avbryta hans sändning / på ... kHz (eller ... MHz) / |
| QSJ (SignalIA)         | Vad är avgiften per ord till — inklusive Eder inländska trådavgift? | Avgiften till — per ord är — franc inklusive min trådavgift |
| QSJ (SbIA 6)           | Vilken är avgiften per ord till —, Er inländska trådavgift inbegripen? | Avgiften per ord till — är — francs, vår inländska trådavgift inbegripen |
| QSJ (SbIK:3)           | Vad är avgiften till ... Er inländska trådavgift inbegripen? | Avgiften till ... är ... francs, min inländska trådavgift inbegripen |
| QSK                    | Kan du höra mig mellan dina egna tecken, och om så är fallet, får jag avbryta din sändning? | Jag kan höra dig mellan mina tecken; du må avbryta min sändning |
| QSK                    | Skall jag fortsätta att sända hela min trafik? Jag kan lyssna på Eder, medan jag sänder | Fortsätt att sända hela Eder trafik; jag avbryter Eder, om så behöves |
| QSK (SignalIA)         | Skall jag fortsätta sända hela min trafik? Jag kan lyssna till Eder, medan jag sänder | Fortsätt sända hela Eder trafik. Jag avbryter om så är nödvändigt |
| QSK (SbIA 6)           | Kan Ni lyssna på mig, medan Ni sänder? | Jag kan lyssna på Er, medan jag sänder |
| QSK (SbIK:3)           | Kan Ni höra mig mellan Era signaler, och får jag i så fall avbryta Er? | Jag kan höra er mellan mina signaler. Ni får avbryta min sändning |
| QSL                    | Kan Ni ge mig kvittens? | Jag kvitterar |
| QSL                    | Kan Ni giva mig kvittens? | Jag kvitterar |
| QSM (SignalIA)         | Skall jag repetera det sista telegram, jag sänt till Eder? | Repetera det sista telegram Ni sänt till mig |
| QSM (SignalIA)         | Skall jag repetera det sista meddelandet? | Repetera det sista meddelandet, Ni sänt mig |
| QSM (SbIA 6)           | Ska jag repetera det senaste meddelandet jag sänt Er (eller något tidigare meddelande)? | Repetera det senaste meddelandet Ni sänt mig (eller meddelande nr —) |
| QSM (SbIK:3)           | Skall jag repetera det senaste telegrammet jag sände Er (eller något tidigare telegram)? | Repetera det senaste telegrammet Ni sände mig (eller telegram nr ...) |
| QSN                    | Hörde Ni mig / eller — (anropssignal) / på — kHz (eller — MHz)? | Jag hörde Er / eller — (anropssignal) / på — kHz (eller — MHz) |
| QSO (SignalIA)         | Har Ni förbindelse med — direkt (eller genom förmedling av —? | Jag har förbindelse med — direkt (eller genom förmedling av — |
| QSO (SignalIA)         | Har Ni förbindelse med — direkt (eller genom förmedling av —)? | Jag har förbindelse med — direkt (eller genom förmedling av —) |
| QSO (SbIA 6)           | Har ni förbindelse med — direkt (eller genom transitering)? | Jag har förbindelse med— direkt (eller genom transitering via —) |
| QSO (SbIK:3)           | Har ni förbindelse med ... direkt (eller genom förmedling)? | Jag har förbindelse med ... direkt (eller genom förmedling av ...) |
| QSP (SignalIA)         | Vill Ni transitera till— utan avgift? | Jag skall transitera till — utan avgift |
| QSP (SbIA 6, SbIK:3)   | Vill Ni transitera till — utan avgift? | Jag kan transitera till — utan avgift |
| QSQ (SbIA 6)           | Har Ni läkare / eller är — (namn på person) / ombord? | Jag har läkare / eller — (namn på person) är / ombord |
| QSQ (SbIK:3)           | Har Ni läkare ombord / eller är ... (namn på person) ombord /? | Jag har läkare ombord / eller — (namn på person) är ombord / |
| QSR (SignalIA)         | Ha åtgärder vidtagits med anledning av nödsignalen från —? | Med anledning av nödsignalen från — ha åtgärder vidtagits av — |
| QSR (SignalIA)         | Har åtgärder vidtagits i anledning av nödsignalen från —? | I anledning av nödsignalen från — har åtgärder vidtagits av — |
| QSR (SbIK:3)           | Skall jag repetera anropet på anropsfrekvensen? | Repetera Ert anrop på anropsfrekvensen, jag hörde er inte (eller jag var störd) |
| QSS                    | Vilken arbetsfrekvens kommer Ni att använda? | Jag kommer att använda arbetsfrekvensen ... kHz. I regel behöver endast frekvensens tre sista siffror anges) |
| QST                    | Denna kod är i dagsläget annullerad i Radioreglementet. Följande är oauktoriserad översättning av 1915 års version | Denna kod är i dagsläget annullerad i Radioreglementet. Följande är oauktoriserad översättning av 1915 års version |
| QST                    | Har Ni mottagit anropet till alla stationer? | Allmänt anrop till alla stationer |
| QST                    | Följande har använts vid radioamatörtrafik (föråldrat, ersatt av CQ) | |
| QST                    | — | Allmänt anrop till alla radioamatörer |
| QSU (SignalIA)         | Ska jag sända (eller svara) på — kp/s (eller — m) och/eller med vågtyp — (A1, A2, A3 eller B )? | Sänd (eller svara på — kp/s (eller — m) och/eller med vågtyp — (A1, A2, A3 eller B ) |
| QSU (SignalIA)         | Skall jag sända (eller svara) på — kc/s (eller — m) och/eller med vågtyp A1, A2, A3 eller B? | Sänd (eller Svara) på — kc/s (eller — m) och/eller med vågtyp A1, A2, A3 eller B |
| QSU (SbIA 6)           | Skall jag sända (eller svara) på denna frekvens / eller på — kHz (eller — MHz) / (med vågtyp —)? | Sänd (eller svara) på denna frekvens / eller på — kHz (eller — MHz) / (med vågtyp —) |
| QSU (SbIK:3)           | Skall jag sända (eller svara) på denna frekvens / eller på ... kHz (eller ... MHz) / med sändningsklass ...)? | Sänd (eller svara) på denna frekvens / eller på ... kHz (eller ... MHz) / (med sändningsklass ...) |
| QSV                    | Ska jag sända en serie V (eller tecken) för inställning på denna frekvens (eller på ... kHz (eller MHz))? | Sänd en serie V (eller tecken) på denna frekvens (eller på ... kHz (eller' MHz)) |
| QSV                    | Skall jag sända en serie VVV —? | Sänd en serie VVV — |
| QSV (SignalIA)         | Skall jag sända en serie VVV? | Sänd en serie VVV |
| QSV (SbIA 6, SbIK:3)   | Skall jag sända en serie VVV på denna frekvens / eller på — kHz (eller — MH<) /? | Sänd en serie VVV på denna frekvens / eller på — kHz (eller på — MHz) / |
| QSW (SignalIA)         | Vill Ni sända på — kp/s (eller — m) och/eller med vågtyp — (A1, A2, A3 eller B)? | Jag kommer att (eller Jag skall) sända på — (eller — m) och/eller med vågtyp — (A1, A2, A3 eller B) |
| QSW (SignalIA)         | Vill ni sända på — kc/s (eller — m) och/eller med vågtyp A1, A2, A3 eller B? | Jag kommer att (eller Jag skall) sända på — kc/s (eller — m) och/eller med vågtyp A1, A2, A3 eller B |
| QSW (SbIA 6)           | Vill Ni sända på denna frekvens / eller på — kHz (eller — MHz) / (med vågtyp —)? | Jag kommer att sända på denna frekvens / eller på — kHz (eller — MHz) / (med vågtyp —) |
| QSW (SbIK:3)           | Vill Ni sända på denna frekvens / eller på ... kHz (eller ... MHz) / (med sändningsklass ...)? | Jag kommer att sända på denna frekvens / eller på ... kHz (eller ... MHz) / (med sändningsklass ...) |
| QSX                    | Kommer Ni att lyssna på ... (namn och/eller anropssignal) på ... kHz (eller MHz), eller på banden ... / kanalerna ...? | Jag lyssnar efter ... (namn och/eller anropssignal) på ... kHz (eller MHz), eller på banden ... / kanalerna ... |
| QSX                    | Vill Ni lyssna på — (anropssignal) på — kc/s (eller — m)? | .Jag kommer att lyssna på — (anropssignal) på — kc/s (eller — m) |
| QSX (SbIA 6)           | Vill Ni lyssna på — / anropssignal(-er) / på — kHz (eller — MHz)? | Jag lyssnar på — / anropssignal(-er) / på — kHz (eller — MHz) |
| QSX (SbIK:3)           | Vill Ni lyssna på ... / anropssignal(-er) / på frekvens nr ... (... kHz eller ... MHz)? | Jag lyssnar på ... / anropssignal(-er) / på frekvens nr ... (... kHz (eller ... MHz) |
| QSY (SignalIA)         | Ska jag övergå att sända på — kp/s (eller — m) utan att ändra vågtyp? eller Skall jag övergå att sända på en annan frekvens? | Övergå att sända på — kp/s (eller — m) utan att ändra vågtyp eller Övergå att sända på en annan frekvens |
| QSY (SignalIA)         | Skall jag övergå till — kc/s (eller — m) utan att ändra vågtyp? eller Skall jag övergå till annan våg? | Övergå till — kc/s (eller — m) utan att ändra vågtyp eller Övergå till annan våg |
| QSY SbIA 6)            | Skall jag övergå till annan sändningsfrekvens? | Övergå till annan sändningsfrekvens / eller till sändningsfrekvensen — kHz (eller — MHz) / |
| QSY (SbIK:3)           | Skall jag gå över till annan frekvens? | Gå över till annan frekvens / eller till frekvens nr ... ( ... kHz eller ... MHz) / |
| QSZ                    | Ska jag sända varje ord eller grupp mer än en gång? | Sänd varje ord eller grupp två gånger (eller ... gånger) |
| QTA                    | Ska jag annullera telegram (eller meddelande) nr ... och betrakta det som osänt? | Annullera telegram (eller meddelande) nr ... och betrakta det som osänt |
| QTB (SignalIA)         | Stämmer ordantalet? | Ordantalet stämmer ej. Jag repeterar första bokstaven i varje ord och första siffran i varje tal |
| QTB (SignalIA)         | Stämmer ordantalet? | Ordantalet stämmer ej. Jag repeterar första bokstaven i varje ord och första siffran i varje tal |
| QTB (SbIA 6, SbIK:3)   | Stämmer ordantalet? | Ordantalet stämmer ej. Jag repeterar första tecknet i varje ord eller grupp |
| QTC (SignalIA)         | Hur många tgm har Ni att sända? | Jag har — tgm till Eder (eller till — ) |
| QTC (SbIA 6)           | Hur många meddelanden har Ni att sända? | Jag har — meddelanden till Er (eller till —) |
| QTC (SbIK:3)           | Hur många telegram har Ni att sända? | Jag har ... telegram till Er (eller till ...) |
| QTD*                   | Vad har räddningsfartyget eller räddningsluftfarkosten bärgat? | ... (identitetsbeteckning) har bärgat 1. ... (antal) överlevande 2. vrakspillror 3. ... (antal) döda |
| QTE (SignalIA)         | Vilken är min rättvisande bäring från Eder? | Den rättvisande bäringen är ... eller Vilken är min rättvisande bäring från — (anropssignal? eller Vilken är —:s rättvisande bäring från — (anropssignal) |
| QTE (SignalIA)         | Vilken är min rättvisande bäring från Eder? | Eder rättvisande bäring från mig är — eller Eder rättvisande bäring från — (anrropssignal) är — grader kl — eller —:s (anropssignal) rättvisande bäring från — (anropssignal) är — grader kl — |
| QTE (SbIA 6)           | Vilken är min RÄTTVISANDE bäring från Er? eller Vilken är min RÄTTVISANDE bäring från — (anropssignal)? eller Vilken är — (anropssignal) RÄTTVISANDE bäring från — (anropssignal? | Er RÄTTVISANDE bäring från mig är — grader kl — eller Er RÄTTVISANDE bäring från — (anropssignal) är — grader kl — eller — (anropssignal) RÄTTVISANDE bäring från — (anropssignal) är — grader kl – |
| QTE (SbIK:3)           | Vilken är min rättvisande bäring från Er? eller Vilken är min rättvisande bäring från ... (anropssignal)? eller Vilken är ...:s (anropssignal) rättvisande bäring från ... (anropssignal)? | Er rättvisande bäring från mig är ... grader kl ... eller Er rättvisande bäring från ... (anropssignal) var ... grader kl ... eller ...:s (anropssignal) rättvisande bäring från ... (anropssignal) var ... grader kl ...                                                                              |
| QTF (SignalIA)         | Vill Ni meddela mig mitt läge grundat på bäringar från de radiopejlstationer Ni kontrollerar? | Ert läge är enligt bäringar från av mig kontrollerade radiopejlstationer latitud — longitud — (eller ev annan lägesuppgift) klass — kl — |
| QTF (SignalIA)         | Vill Ni meddela mig min position, grundat på bäringar från radiopejlstationer Ni kontrollerar? | Eder position är enligt bäringar från av mig kontrollerade radiopejlstationer lat. — long. — |
| QTF                    | Vilken är min position enligt bäringar från de pejlstationer Ni kontrollerar? | Er position enligt bäringar från av mig kontrollerade pejlstationer var — latitud — longitud, klass — kl — Anm för luftfarten. — I luftfartens pejltjänst kan andra sätt att ange position användas |
| QTG (SignalIA)         | Vill Ni sända EDER anropssignal unde 50 sek och sluta sändningen med ett streck i 10 sek på — kp/s (eller m), så att jag kan pejla in Eder? | Jag sänder min anropssignal under 50 sek och slutar med ett streck i 10 sek på — kp/s (eller — m), så att Ni kan pejla in mig a) |
| QTG (SignalIA)         | a) I brådskande fall sändes i stället såsom pejlsignaler t e: XYZA AAAA XYZA AAAA o.s.v., varvid den långa teckendelen i bokstaven A görs längre än vanligt | |
| QTG (SignalIA)         | Vill ni sända Eder anropssignal under 50 sekunder och därefter ett streck av tio sekunders varaktighet på — kc/s (eller — m), så att jag kan radiopejla in Eder? | Jag sänder min anropssignal under 50 sekunder och därefter ett streck av tio sekunders varaktighet på — kc/s (eller — m) för att Ni skall kunna radiopejla in mig |
| QTG (SbIA 6, SbIK:3)   | Vill Ni sända två streck av vardera tio sekunders varaktighet och därefter Er anropssignal (upprepad — gånger) / på — kHz (eller MHz) / ? eller Vill Ni anmoda — att sända två streck av vardera tio sekunders varaktighet och därefter sin anropssignal (upprepad — gånger) på — kHz (eller MHz)? | Jag kommer att sända två streck av vardera tio sekunders varaktighet och därefter min anropsignal (upprepad — gånger) / på — kHz (eller MHz) / eller Jag har anmodat — att sända två streck av vartdera tio sekunders varaktighet och därefter sin anropsignal upprepad — gånger) på — kHz (eller MHz) |
| QTH                    | Vilken är Er position i latitud och longitud (eller angiven på annat sätt)? Vilken är Eder position? latitud och longitud (eller ev. annan uppgift)? | Min position är … latitud … longitud (eller angiven på annat sätt) Min position är lat. — long. — (eller ev. annan uppgift) |
| QTI*                   | Vilken är Er rättvisande färdlinje? | Min rättvisande färdlinje är ... grader |
| QTJ*                   | Vilken fart gör Ni (avser ett fartygs fart genom vattnet respektive genom luften)? | Min fart är ... knop (eller ... km/engelska mil i timmen) (avser ett fartygs eller luftfartygs fart genom vattnet respektive luften) |
| QTK*                   | Vilken fart gör ert luftfartyg i förhållande till marken? | Mitt luftfartygs fart i förhållande till marken är ... knop (eller … km i timmen, eller … engelska mil i timmen) |
| QTL*                   | Vilken är er rättvisande styrriktning? | Min rättvisande styrriktning är ... grader |
| QTM*                   | Vilken är er magnetiska styrriktning? Kan Ni sända radio- och undervattenssignaler, så att jag kan bestämma bäring och distans? | Min magnetiska styrriktning är … grader Jag sänder radio- och undervattenssignaler, för att Ni skall kunna bestämma Eder bäring och distans |
| QTN                    | Hur dags lämnade ni ...? | Jag lämnade ... (plats) kl ... |
| QTO                    | Har ni lämnat dockan (eller hamnen) eller Har ni lyft?? | Jag har lämnat dockan (eller hamnen) eller Jag har lyft |
| QTP                    | Ska ni gå in i dockan (eller hamnen) eller Skall Ni gå ned på vattnet (eller landa)? | Jag har gått in i dockan (eller hamnen) eller Jag skall gå ned på vattnet (eller landa) |
| QTQ                    | Kan ni korrespondera med mig på kod enligt internationella signalboken? Kan ni korrespondera med mig med tillhjälp av den internationella signalboken? | Jag ämnar korrespondera med Er på kod enligt internationella signalboken Jag ämnar korrespondera med Eder med tillhjälp av den internationella signalboken |
| QTR                    | Kan du (Ni) ge mig rätt tid? | Rätt tid är ... |
| QTS                    | Vill Ni sända Er anropssignal nu (eller kl …) på … kHz (eller … Mhz) för mätning av er frekvens? | Jag sänder min anropssigna nu (eller kl …) på … kHz (eller … MHz) för mätning av min frekvens |
| QTT                    | | Den igenkänningssignal, som följer är överlagrad på annan sändning. |
| QTU                    | Under vilka tider är stationen bemannad? Vilka äro Edra öppethållningstider? | Stationen är bemannad från kl ... till kl ... Mina öppethållningstider äro — |
| QTU*                   | Vilka tider håller Ni öppet? | Jag håller öppet från kl ... till kl ... |
| QTV                    | Skall jag passa ... MHz för Er räkning? | Passa frekvensen ... MHz för min räkning |
| QTV*                   | Skall jag passa för Er på frekvensen ... kHz eller ... MHz (från kl ... till kl ...?) | Passa för mig på frekvensen ... kHz eller ... MHz (från kl ... till kl ...) |
| QTW                    | I vilket skick befinner sig de överlevande? | De överlevande är ... och behöver ... snarast |
| QTW*                   | Hurudant är de överlevandes tillstånd? | De överlevande är i ... kondition och behöver snabbt ... |
| QTX                    | Kan ni hålla öppet på kanalen för fortsatt förbindelse med mig tills jag meddelar vidare (eller till kl ...)? | Jag håller öppet för trafik från Er tills Ni meddelar vidare (eller till kl ...) |
| QTX*                   | Vill Ni hålla öppet för fortsatt förbindelse med mig tills jag meddelar vidare ) eller till kl ...)? | Jag håller öppet för fortsatt förbindelse med Er tills Ni meddelar vidare (eller till kl ...) |
| QTY                    | Är ni på väg mot olycksplatsen? | Jag är på väg mot olycksplatsen |
| QTY*                   | Är Ni på väg till olycksplatsen och om så är fallet, när beräknar Ni anlända dit? | Jag är på väg mot olycksplatsen och beräknar anlända dit kl ... /den ... (datum)/ |
| QTZ                    | Fortsätter ni med sökande? | Jag fortsätter med sökandet |
| QTZ*                   | Fortsätter Ni med sökandet? | Jag fortsätter med sökandet /efter (luftfartyg, fartyg, räddningsfarkost, räddningsredskap, överlevande eller vrakspillror)/ |
| QUA                    | Har Ni hört av ... (anropssignal)? | Härmed underrättelser om ... (anropssignal) |
| QUA*                   | Har Ni hört av ... (anropssignal)? | Härmed underrättelser om ... (anropssignal) |
| QUB                    | Kan ni ge mig: sikt, molnhöjd, vindriktning? | - |
| QUB*                   | Kan Ni i nedan nämnd ordning lämna uppgift på markvindens riktning i rättvisande grader, markvindens hastighet, sikt, rådande väder, molnmängden och molnslaget samt höjden till molnens undersida över ... (observationsplats)                                                                    | Härmed de begärda uppgifterna: ... (De enheter, som används för hastighet och avstånd bör anges.) |
| QUC                    | Vad har mitt senaste meddelande för nummer? Vilket är det sista meddelande, Ni mottagit från — (anropssignal för rörlig station)? | Ditt senaste meddelande har nummer Det sista meddelande, jag mottagit från — (anropssignal för rörlig station) är — |
| QUC*                   | Vilket nummer (eller annan beteckning) har det sista meddelandet Ni har mottagit från mig / eller från ... (anropssignal)/? | Numret (eller annan beteckning) på det sist mottagna meddelandet från Er / eller från ... (anropssignal)/ är ... |
| QUD                    | Har ni tagit emot brådskande anrop från ...? Har Ni mottagit ilsignalen från — (anropssignal för rörlig station) | Jag har tagit emot brådskande anrop från ... Jag har mottagit ilsignalen från — (anropssignal för rörlig station) kl — |
| QUE                    | Kan ni tala på ... (språk)? | Jag kan tala på ... (språk) |
| QUE*                   | Kan Ni telefonera på ... (språk) med hjälp av tolk, om så erfordras? Vilka frekvenser kan ni i så fall använda? | Jag kan telefonera på ... (språk) på ... kHz (eller ... MHz) |
| QUF                    | Har ni tagit emot nödanropet från ...? Har Ni mottagit nödsignalen från (anropssignal för rörlig station)? | Jag har tagit emot nödanropet från ... Jag har mottagit nödsignalen från — (anropssignal för rörlig station) |
| QUF*                   | Har Ni mottagit nödsignalen från ... (anropssignal för rörlig station)? | Jag har mottagit nödsignalen från ... (anropssignal för rörlig station) kl ... |
| QUG                    | Tvingas ni landa? Blir Ni tvungen att gå ned på vattnet (eller landa)? | Jag tvingas att landa Jag är tvungen att gå ned på vattnet (eller landa) vid — (plats) |
| QUG*                   | Blir Ni tvungen att gå ned på vattnet (eller landa)? | Jag är tvungen att gå ner på vattnet omedelbart eller Jag blir tvungen att gå ner på vattnet (eller landa) på (i) ... (position eller plats) kl ... |
| QUH                    | Vad är aktuellt barometertryck vid havsytan? | Aktuellt barometertryck vid havsytan är ... |
| QUH*                   | Kan Ni ange nuvarande lufttryck vid havsytan? | Lufttrycket vid havsytan är nu ... (enheter) |
| QUI                    | Är era positionsljus tända? | Mina positionsljus är tända |
| QUJ                    | Kan ni ange rättvisande färdlinje till er? | — |
| QUJ*                   | Kan Ni ange rättvisande färdlinje till Er (eller till ...)? | Rättvisande färdlinje till mig (eller till ...) är ... grader kl ... |
| QUK                    | Hur är havets tillstånd vid ...? | Havets tillstånd vid ... är ... |
| QUK*                   | Kan Ni ange havets tillstånd vid ... (plats eller latitud och longitud enligt gjorda iakttagelser)? | Havet vid ... (plats eller latitud och longitud) är ... |
| QUL                    | Hur är dyningen vid ...? | Dyningen vid ... är ... |
| QUL*                   | Kan Ni ange dyningen vid (plats eller latitud och longitud) enligt gjorda iakttagelser? | Dyningen vid (plats eller latitud och longitud) är ... |
| QUM                    | Får jag återgå till normal trafik? | Du kan återgå till normal trafik |
| QUM*                   | Får jag återgå till normal trafik? | Normal trafik kan återupptas |
| QUN                    | Skulle fartyg i min omedelbara närhet ange sin position och kurs? | — |
| QUN*                   | Skulle fartyg i min omedelbara närhet / (eller i närheten av / latitud ... longitud ...) / (eller i närheten av ...) ange sin position, rättvisande kurs och fart? | Min position, rättvisande kurs och fart är ... |
| QUO                    | Skall jag söka efter ... 1. luftfartyg? 2. fartyg? 3. räddningsfarkoster? | — |
| QUO*                   | Skall jag söka efter 1. luftfartyg 2. fartyg 3. räddningsfarkoster (räddningsredskap) i närheten av latitud longitud ... (eller angivet på annat sätt)? | Var god sök efter 1. luftfartyg 2. fartyg 3. räddningsfarkoster (räddningsredskap) i närheten av latitud longitud ... (eller angivet på annat sätt) |
| QUP                    | Kan ni ange ert läge med ... 1. strålkastare? 2. svart rök? 3. nödraketer? | — |
| QUP*                   | Kan ni ange ert läge med 1. strålkastare? 2. svart rök? 3. pyrotekniska signaler? | Mitt läge anges med 1. strålkastare 2. svart rök 3. pyrotekniska signaler |
| QUQ                    | Skall jag, om möjligt med intermittent ljus, rikta min strålkastare vertikalt mot ett moln, och om jag ser eller hör Ert luftfartyg, därefter rikta ljusstrålen mot vindriktningen och mot vattnet (eller marken) för att underlätta Er nedgång på vattnet (eller Er landning)?                    | — |
| QUQ*                   | Skall jag, om möjligt med intermittent ljus, rikta min strålkastare vertikalt mot ett moln, och om jag ser eller hör Ert luftfartyg, därefter rikta ljusstrålningen mot vindriktningen och mot vattnet (eller marken) för att underlätta Er nergång på vattnet (eller Er landning)?                | Var god rikta, om möjligt med intermittent ljus, vertikalt mot ett moln och därefter, om Ni ser eller hör mitt luftfartyg, rikta ljusstrålen mot vindriktningen och mot vattnet (eller marken) för att underlätta min nedgång på vattnet (eller min landning)                                          |
| QUR                    | Har de överlevande 1. räddningsutrustning? 2. tagits upp av räddningsbåt? 3. nåtts av hjälp? | — |
| QUR*                   | Har de överlevande 1. erhållit räddningsutrustning? 2. tagits upp av räddningsbåt? 3. nåtts av undsättning från land? | De överlevande har 1. erhållit räddninsutrustning från ... 2. tagits upp av räddningsbåt 3. nåtts av undsättning från land |
| QUS                    | Har ni siktat överlevande eller vrakspillror? | — |
| QUS*                   | Har ni siktat överlevande eller vrakspillror. I så fall i vilken position? | Jag har siktat 1. överlevande i vattnet 2. överlevande i flottar 3. vrakspillror |
| QUT                    | Är olycksplatsen markerad? | — |
| QUT*                   | Är olycksplatsen markerad? | Olycksplatsen är markerad med 1. eld- eller röksignaler på vattnet 2. sjömärke 3. markeringsfärg på vattnet 4. ... (ange annan markering) |
| QUU                    | Skall jag dirigera fartyget till min position? | Dirigera fartyget till er position |
| QUU*                   | Skall jag dirigera fartyget eller luftfartyget till min position? | Dirigera fartyget eller luftfartyget ... (anropssignal) till Er position 1. genom att sända Er anropssignal och långa streck på ... kHz (eller ... MHz) 2. genom att på ... kHz (eller ... MHz) sända rättvisande färdlinje till Er position                                                           |
| QUW                    | Befinner ni er i spaningsområdet? | Jag befinner mig i spaningsområdet |
| QUW*                   | Befinner Ni Er i spaningsområdet (beteckning) eller latitud longitud? | Jag befinner mig i spaningsområdet |
| QUY                    | Är räddningsfarkostens position markerad? | Positionen är markerad |
| QUY*                   | Är räddningsfarkostens (räddningsredskapets) posiiion markerad? | Räddningsfarkostens (räddningsredskapets) position var kl ... markerad med 1. eld- eller röksignaler på vattnet 2, sjömärke 3. markeringsfärg på vattnet 4. ... (ange annan markering) |

### Svensk militär kod
Observera, att flera definitioner är varandra motstridande (t ex jag/Ni) mellan respektive årgångsversioner enligt indikerade referenser.
| Förkortning                    | Fråga | Svar eller meddelande |
| ------------------------------ | --- | --- |
| QXA                            | Har Ni hört något (från ...)? | Jag har ingenting hört (från ...) |
| QXB                            | Pågår prov? | Prov pågår |
| QXC                            | Är innebörden i mitt nyss sända trafikmeddelande klar? | Innebörden av Ert nyss sända trafikmeddelande är inte klar |
| QXD                            | Skall jag använda min fullständiga anropssignal? | Använd Er fullständiga anropssignal |
| QXE                            | Hur många grupper innehåller Ert meddelande? | Jag har ett meddelande att sända till Er, som innehåller ... grupper |
| QXE (SbIA)                     | Hur många grupper innehåller Ert meddelande? | Jag har ett meddelande innehållande — grupper att sända till Er |
| QXF (SbRF)                     | Har Ni uppfattat mitt (min) ... på frekvens nr (bet) ...? 1. Svar 2. Anrop 3. Sändning | Jag har uppfattat ... på frekvens nr (bet) ... 1. Svar 2. Anrop 3. Sändning |
| QXF (SbIA)                     | Har Ni uppfattat mitt — på frekvens (trafiknät) —? 1. svar 2.anrop | Jag har uppfattat Ert svar (anrop) på frekvens (trafiknät) — |
| QXF (SbIK:3)                   | Har ni uppfattat mitt ... på frekvens nr ...? 1. svar 2. anrop | Jag har uppfattat Ert svar (anrop) på frekvens nr ... |
| QXG                            | Skall jag fortsätta att sända? | Lyssna innan Ni sänder 1. Ni stör (anropssignal) 2. Ni sänder samtidigt med (anropssignal) |
| QXH (SbIK:3)                   | Kan fjärrskrift påbörjas på frekvensband nr ...? | Fjärrskrift kan påbörjas på frekvensband nr ... |
| QXH (SbIA)                     | Kan fjärrskrift påbörjas på frekvens (trafiknät) — | Fjärrskrift kan påbörjas på frekvens (trafiknät) — |
| QXI (SbIA)                     | (Disponibel) | (Disponibel) |
| QXI (SbIK:3)                   | Skall jag sända provremsa? | Sänd provremsa |
| QXJ                            | | Er fjärrskrift är oläslig |
| QXK                            | | Öka frekvenssvinget |
| QXL                            | | Minska frekvenssvinget |
| QXM (SbRF)                     | — | Använd signaleringsmetod ... |
| QXM (SbIA)                     | Kan Ni övergå till telegrafisändning på anrops- eller angiven frekvens (trafiknät) —? | Jag övergår till telegrafisändning på anrops- eller angiven frekvens (trafiknät) |
| QXM (SbIK:3)                   | Kan jag övergå till telegrafisändning på anrops- eller angiven frekvens? | Jag går över till telegrafisändning på anrops- eller angiven frekvens |
| QXN                            | — | Främmande radiostation (med anropssignal ...) utför falsk signalering (med ...) |
| QXN (SbIA)                     | Kan Ni övergå till fjärrskrift på frekvens (trafiknät) —? | Jag övergår till fjärrskrift på frekvens (trafiknät) — |
| QXN (SbIK:3)                   | Kan ni gå över till fjärrskrift på frekvensband nr ...? | Jag går över till fjärrskrift på frekvensband nr ... |
| QXO (SbIA)                     | Skall jag passa frekvens (kanal, trafiknät) —? | Passa frekvens (trafiknär) — |
| QXO (SbIK:3)                   | Skall jag passa frekvens nr ... (kanal, trafiknät)? | Passa frekvens nr (kanal, trafiknät) ... |
| QXP                            | Vilket passningsalternativ har Ni? | Jag har passningsalternativ ... |
| QXP (SbIA, SbIIK:3)            | | Använd signaleringsmetod ... |
| QXQ                            | | Era ord(grupp-)uppehåll är felaktiga |
| QXR                            | — | Ni använder fel anropssignal för denna trafik |
| QXS                            | — | Iakttag trafikdisciplin. Ni bryter mot moment ... |
| QXT                            | — | Stäng Er station |
| QXU                            | Stämmer gruppantalet? | Antalet grupper är ... |
| QXV                            | Berör meddelande nr ... mig? | Meddelande nr ... berör inte Er |
| QXW (SbIA)                     | Har Ni (eller —) mottagit meddelande nr — | Jag (eller —) har kl — mottagit meddelande nr — |
| QXW (SbIK:3)                   | Har Ni (eller ...) mottagit meddelande tnr ...? | Jag (eller ...) har mottagit meddelande tnr ... kl ... |
| QXX                            | Kan Ni meddela mig när detta meddelande (eller meddelande med tnr ...) sänts till...? | Jag meddelar när detta meddelande (eller meddelande med tnr ...) sänts till ... |
| QXX (SbIA, SbIK:3)             | | Meddela mig när detta meddelande (meddelande med nr ...) sänts till ... |
| QXY                            | Kan Ni meddela mig när ni fått förbindelse med ...? | Jag meddelar Er när jag fått förbindelse ... |
| QXZ                            | Kan Ni meddela ... att jag har ett meddelande till honom? | Jag meddelar ... att Ni har ett meddelande till honom. |
| QXZ (SbIK:3)                   | | Då Ni får/fått förbindelse med ... meddela honom att jag har ett meddelande till honom |
| QYA–QYJ (SbIA)                 | (Reserverade för lösensignalering) | (Reserverade för lösensignalering) |
| QYK–QYZ (SbIA)                 | (Disponibla) | (Disponibla) |
| QYA–QYL (SbIK:3)               | (Reserverade för lösensignalering) | (Reserverade för lösensignalering) |
| QYC                            | Skall jag sända provslinga (provningsmeddelande)? | Sänd provslinga (provningsmeddelande) |
| QYD                            | Är min fjärrskrift oläslig? | Er fjärrskrift är oläslig |
| QYF                            | På vilken frekvens skall jag sända? | Sänd på frekvens nr ... |
| QYG                            | På vilken frekvens sänder Ni? | Jag sänder på frekvens nr ... |
| QYH                            | Skall vi sända på våra respektive sändningsfrekvenser? | Vi går över till våra respektive sändningsfrekvenser |
| QYJ                            | Kan annat frekvensband (frekvens) tilldelas mig i stället för ... enär detta är olämpligt? | Ni tilldelas frekvensband (frekvens) ... istället för ... |
| QYK                            | Kan Ni tilldela mig ett frekvensband (frekvens) för fjärrskriftförbindelser med Er? | Ni tilldelas frekvensband (frekvens) ... för fjärrskriftförbindelse med mig. |
| QYL                            | Kan Ni utföra följande? 1. Funktionskontroll i inre slinga 2. Funktionskontroll i yttre slinga 3. Ställa ARQ i MA (MASTER) 4. Ställa ARQ i SL (SLAVE) 5. Ställa i SPX (SIMPLEX) 6. Kontrollera skiftet på Er sändare 7. Kontrollera övre sidbandet 8. Kontrollera undre sidbandet | Jag har utfört följande: 1. Funktionskontroll i inre slinga 2. Funktionskontroll i yttre slinga 3. Ställt ARQ i MA (MASTER) 4. Ställt ARQ i SL (SLAVE) 5. Ställt i SPX (SIMPLEX) 6. Kontrollerat skiftet på min sändare 7. Kontrollerat övre sidbandet 8. Kontrollerat undre sidbandet |
| QYM                            | Vilket frekvensskift har Ni ställt in på 1. Sändaren 2. Mottagaren | 1. Min sändares skift är ... 2. Min mottagares skift är ... |
| QYM (SbIK:3)                   | | Jag utför sändning på frekvenserna nr ... |
| QYN                            | Vilket är Ert senast sända meddelandes serie- (löp‑)nummer? | Mitt senaste sända meddelandes serie- (löp‑)nummer är ... |
| QYO                            | Skall jag stoppa fjärrskriftsändningen? | Stoppa fjärrskriftsändningen |
| QYP                            | — | Följande meddelande avser radiofjärrskrift |
| QYQ                            | Är frekvensband nr ... olämpligt? | Frekvensband nr ... är olämpligt |
| QYR                            | Kan frekvensband nr ... ersättas med nr ... ? | Frekvensband nr ... ersätts med nr ... |
| QYU                            | — | Utför lösensignalering |
| QYV                            | Lösensignalering. Vilket lottningsnummer använder Ni? | Lösensignalering. Lottningsnummer ... |
| QYX                            | — | Lösensignalering. Lösen ... |
| QYY                            | — | Lösensignalering. Svar ... |
| QZA                            | 1. Får min (eller ...) station stängas (kl ...)? 2. Får min (eller ...) station stängas till (kl ...)? | 1. Er (eller ...) station får stängas (kl ...) 2. Er (eller ...) station får stängas till (kl ...) 3. Stäng stationen kl ... 4. Jag stänger min station (kl ...) 5. Stationen är stängd (till kl ...) 6. Stäng fjärrskriftförbindelsen                                                 |
| QZA (SbIA 6, SbIK:3)           | Får min station stängas (kl ...)? | Jag stänger min station (kl ...) |
| QZB (SbIA 6, SignalIA)         | — | Minska frekvensen något eller med — kp/s |
| QZB                            | Skall jag minska frekvensen? | Minska frekvensen med ... kHz |
| QZB (SbIK:3)                   | | Minska frekvensen något (eller med ... kHz) |
| QZC (SbIA 6)                   | Är min frekvens rätt inställd? | Er frekvens är rätt inställd |
| QZD (SignalIA)                 | — | Öka frekvensen något eller med — kp/s |
| QZD                            | Skall jag öka frekvensen? | Öka frekvensen med ... kHz |
| QZD (SbIA 6, SbIK:3)           | | Öka frekvensen något (eller med ... kHz |
| QZE                            | Skall jag gå över till nät ... (eller frekvens nr ...)? | Gå över till nät ... (eller frekvens nr ...)? |
| QZE (SbIA 6)                   | Skall ja övergå till trafiknät —? | Övergå till trafiknät — |
| QZE (SbIK:3)                   | Skall jag gå över till trafiknät ... ? | Gå över till trafiknät ... |
| QZF                            | Skall jag ta över trafiken (på nät ...)? | Ta över trafiken (på nät ...) |
| QZF [SbIK:3]                   | Skall jag överta trafiken (på trafiknät ...)? | Överta trafiken (på trafiknät ...) |
| QZG                            | Tar ni över trafiken (på nät ...)? | Jag tar över trafiken (på nät ...) |
| QZG (SbIA 6, SignalIA, SbIK:3) | Övertar Ni trafiken (på trafiknät ...)? | Jag övertar trafiken (på trafiknät ...) |
| QZH (SignalIA)                 | På vilket nät ligger —? | — ligger på nät — |
| QZH (SbIA 6)                   | På vilken frekvens eller trafiknät ligger ...? | ... ligger på frekvens (eller trafiknät) ... |
| QZI (SbIA 6(                   | Får jag sända — meddelande direkt till —? | Ni får sända — meddelande (tgm) direkt till — |
| QZI (SignalIA)                 | Får jag sända — tgm direkt till —? | Ni får sända — tgm direkt till — |
| QZJ (SignalIA)                 | — | Jag kan ej uppfatta Edra svarssignaler på uk. Kvittera meddelandet på kortvåg |
| QZJ (SbIA 6)                   | | Jag kan ej uppfatta Era svarssignaler på UK (eller frekvens, trafiknät —) Kvittera meddelandet på kortvåg (eller frekvens, trafiknät —) |
| QZJ                            | — | Jag kan ej uppfatta era svarssignaler på UK (eller frekvens nr ...). Kvittera meddelandet på KV (eller frekvens nr ...). |
| QZK (SignalIA)                 | Skall jag övergå till fjärrskriftsignalering? | Övergå till fjärrskriftsignalering 1) –––––––––– 1) Vid behov anges vågtyp |
| QZK (SbIA 6)                   | Skall jag övergå till fjärrskriftsignalering? | Övergå till fjärrskriftssignalering |
| QZL (SbIA 6)                   | (Disponibel) | (Disponibel) |
| QZL                            | Vilken sändningsfrekvens ska jag gå över till? | Gå över till sändningsfrekvens nr ... |
| QZM (SbIA 6)                   | Får min (eller —) station stängas (till kl —)? | Stationen stängs (till kl —) |
| QZM                            | Får min (eller ...) station stängas (vara stängd till kl ...)? | Stationen stängs (till kl ...) |
| QZN (SbIA 6)                   | | Främmande radiostation (med anropssignal —) utför falsk signalering (med —) |
| QZO (SbIA 6)                   | | Jag kommer att utföra vad efterföljande Q-förkortning anger. (T e "QZO QSG 4" = "Jag sänder fyra meddelanden i följd") |
| QZO                            | Skall vi gå över till ordinarie/reservfrekvens nr ... (eller beteckning nr ...) | Vi går över till ordinarie/reservfrekvens nr ... (eller beteckning nr ...) |
| QZP                            | Kan ni gå över till min stations trafikfrekvens? | Jag går över till Er stations trafikfrekvens (egen station ändrar frekvens] |
| QZQ (SbIA 8)                   | | Övergå om möjligt till en frekvens omkring — kHz (eller omkring frekvens —) |
| QZR (SignalIA, SbIK:3)         | | Jag behåller min nuvarande frekvens |
| QZR                            | 1. Skall jag bibehålla min nuvarande frekvens? 2. Skall vi bibehålla vår nuvarande frekvens? | 1. Jag bibehåller min nuvarande frekvens 2. Vi bibehåller vår nuvarande frekvens |
| QZS (SbIK:3)                   | Kan jag gå över till min stations trafikfrekvens? | Jag går över till min stations trafikfrekvens |
| QZS                            | Skall vi gå över till sändningsklass ... (eller på frekvens nr ...)? 1. A1A (A1) 2. A2A, A2B (A2) 3. A3E (A3) 4. R3EÖ, J3EÖ (A3AÖ) 5. R3EU, J3EU (A3AU) 6. B8E (A3B) 7. R7B, J7B, B7B (A7J) 8. B XX (A9B) 9. F1B (F1) 10. F1B m ARQ (F1 ARQ)                                      | Vi går över till sändningsklass ... (eller på frekvens nr ...) 1. A1A (A1) 2. A2A, A2B (A2) 3. A3E (A3) 4. R3EÖ, J3EÖ (A3AÖ) 5. R3EU, J3EU (A3AU) 6. B8E (A3B) 7. R7B, J7B, B7B (A7J) 8. B XX (A9B) 9. F1B (F1) 10. F1B m ARQ (F1 ARQ)                                                 |
| QZT                            | Skall vi båda gå över till våra stationers resp trafikfrekvenser? | Vi går över till våra stationers resp trafikfrekvenser |
| QZU                            | Kan Ni sända inställningssignal för närjustering (kalibrering)? | Jag sänder inställningssignal för nätjustering (kalibrering) |
| QZV                            | Skall vi gå över till trafikfrekvens nr ... (eller kHz)? | Vi går över till trafikfrekvens nr ... (eller ... kHz) |
| QZV (SignalIA)                 | Skola vi båda övergå till (trafik)frekvens nr — | Vi övergå båda till min (trafik)frekvens (nr —) |
| QZV (SbIK:3)                   | Skall vi gå över till frekvens nr ... (till sändningsklass ...)? | Vi går över till frekvens nr ... (till sändningsklkass ...) |
| QZV (SbIA 6)                   | Skall vi båda övergå till Er trafikfrekvens eller till frekvens (trafiknät) — | Vi övergår båda till min trafikfrekvens eller till frekvens (trafiknät) — |
| QZW                            | Kan ni gå över till trafikfrekvens nr ... (eller ... kHz)? | Jag går över till trafikfrekvens nr ... (eller ... kHz) |
| QZW (SbIA 6)                   | Kan Ni övergå till (trafik-)frekvens (trafiknät) — | Jag övergår till (trafik-)frekvens (trafiknät) — |
| QZW (SignalIA)                 | Kan Ni övergå till (trafik)frekvens nr —? | Jag övergår till (trafik)frekvens nr — |
| QZW (SbIK:3)                   | Kan Ni gå över till frekvens nr ...? | Jag går över till frekvens nr ... |
| QZX                            | Skall vi gå över till nästa alternativ (eller alternativ nr ...)? | Vi går över till nästa alternativ (eller alternativ nr ...) |
| QZX (SignalIA)                 | Skola vi båda övergå till nästa alternativ eller alternativ nr — enligt gällande radiotrafiktabell? | Vi övergå båda till nästa alternativ eller alternativ nr — enligt gällande radiotrafiktabell |
| QZX (SbIA 6)                   | Skall vi båda övergå till nästa alternativ (eller alternativ nr —) enligt gällande radiotrafiktabell? | Vi övergår båda till nästa alternativ (eller alternativ nr —) enligt gällande radiotrafiktabell |
| QZX (SbIK:3)                   | Skall vi båda gå över till nästa alternativ (eller alternativ nr ...) | Vi går båda över till nästa alternativ (eller alternativ nr ...) enligt gällande radiotrafiktabell |
| QZY (SignalIA)                 | Är det begärda möjligt att utföra? | Jag är hindrad eller ej i stånd att utföra det begärda |
| QZY (SbIA 6)                   | Är det begärda möjligt att utföra? | Det begärda är icke möjligt att utföra |
| QZY                            | Är det begärda möjligt att utföra? | Det begärda är omöjligt att utföra. |
| QZZ (SidnalIA)                 | Kan ni ge mig tidssignal? | Jag sänder tidssignal |
| QZZ (SbIA 6)                   | Kan Ni meddela tid? | Jag meddelar tid för klockan — |
| QZZ                            | Tid frågas? | Tid meddelas ... |

## Inofficiella nättrafik-förkortningar använda i USA[10]
Serien QNA … QNZ är internationellt avdelad för aeronautisk trafik och nedanstående inofficiella förkortningar har helt annan innebörd än de internationella, och allvarliga följder riskeras om man misstolkar användningsområdet.
Nedanstående är försöksvis fri  översättning från engelsk originaltext med anpassning till svenska termer.
Sammanhanget avgör om meddelandet ska tolkas som fråga (avslutas i så fall med frågetecken '?') eller ha positiv betydelse.
| Förkortning | Betydelse |
| ----------- | --- |
| QNA*        | Svara i fastställd ordning                                                                                            |
| QNB*        | Transitera mellan ... och ...                                                                                         |
| QNC         | Alla stationer ska skriva ned följande som är riktat till alla stationer i nätet                                      |
| QND*        | Jag är trafikledare                                                                                                   |
| QNE*        | Alla i nätet ska passa                                                                                                |
| QNF         | Nätet saknar trafikledare                                                                                             |
| QNG         | Överta nätet som trafikledare                                                                                         |
| QNH         | Din sändarfrekvens är för hög                                                                                         |
| QNI         | Jag anmäler mig i nätet med följande trafiklista eller QRU                                                            |
| QNK*        | Sänd meddelanden till ... via ...                                                                                     |
| QNL         | Din sändarfrekvens är för låg                                                                                         |
| QNM*        | Du stör nätet. Avbryt sändningen                                                                                      |
| QNN         | ... är trafikledare                                                                                                   |
| QNO         | Jag lämnar nätet |
| QNP         | Jag kan inte läsa dig eller ...                                                                                       |
| QNQ*        | Byt frekvens till ... och vänta tills ... är klar. Sänd sen ditt meddelande                                           |
| QNR         | Svara ... och ta emot meddelandet                                                                                     |
| QNS*        | Förbindelsekontroll. Vilka stationer finns i nätet?                                                                   |
| QNT         | Får jag lämna nätet?                                                                                                  |
| QNU*        | Trafik från nätet väntar. Håll dig redo ta emot                                                                       |
| QNV*        | Anropa ... på denna frekvens. Om du får svar, flytta till frekvens ... och sänd det meddelande som är riktat till ... |
| QNW         | Vilken station har förbindelse till ... ?                                                                             |
| QNX         | Får jag avbryta passningen? / Du får avbryta passningen                                                               |
| QNY*        | Byt till annan frekvens eller till ... kHz för trafik med ...                                                         |
| QNZ         | Nolltona din sändare mot min frekvens                                                                                 |

–––––––––––––––
* Endast huvudstationen får använda denna kod

## Okänt tillämpningsområde
| Förkortning | Meddelande                       |
| ----------- | -------------------------------- |
| QRX         | Håll tyst                        |
| QWP         | Följ bestämmelserna i ...        |
| QXA nn      | Meddelandet består av nn grupper |
| QXH         | Sänd er trafik                   |
| QXZ n       | Vänta n minuter                  |
| QZE         | Er frekvens är för hög           |